# Hurtigruten

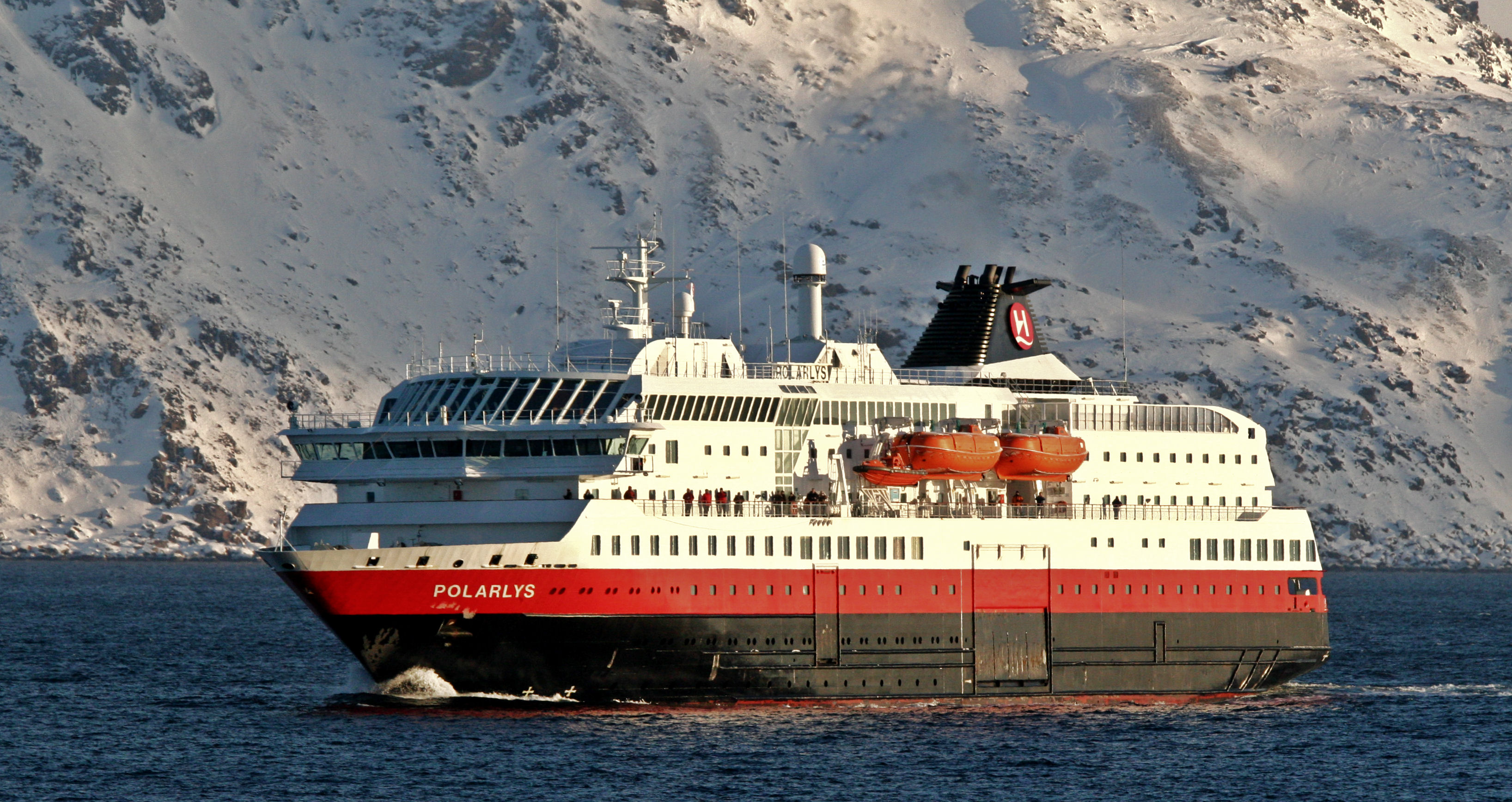
Die Polarlys – ein Hurtigrutenschiff der „neuen Generation“ in den aktuellen Farben der Reederei Hurtigruten AS

Hurtigruten (Bokmål) [hʉrtirʉːtən] oder Hurtigruta (Nynorsk) [hʉrtirʉːta] (norwegisch für „die schnelle Route“) ist die übliche Bezeichnung für die traditionelle norwegische Postschifflinie, die seit 1893 die Orte der über 2700 Kilometer langen norwegischen Westküste verbindet. Alternativ wird in Norwegen auch kystruten Bergen–Kirkenes („Küstenroute Bergen-Kirkenes“) als offizielle Bezeichnung gebraucht. Heute fahren die Schiffe im Liniendienst die Küstenlinie Norwegens zwischen Bergen und Kirkenes in elfeinhalb Tagen hin und zurück. Der eigentliche Postverkehr wurde 1984 eingestellt. Im Sommer passieren sie zusätzlich den Trollfjord und den Geirangerfjord. Die Hurtigruten-Strecke ist heute neben ihrer Funktion als Transportmittel eine international bekannte Touristenattraktion. Seit 2021 wird der Hurtigruten-Verkehr von den beiden Reedereien Hurtigruten AS und Havila Kystruten betrieben. Während die meisten Schiffe der Hurtigruten AS von der DNV als Fähren klassifiziert sind, die neben Passagieren auch PKW und Fracht befördern, sind die Schiffe der Havila Kystruten als reine Passagierschiffe klassifiziert.

## Geschichte

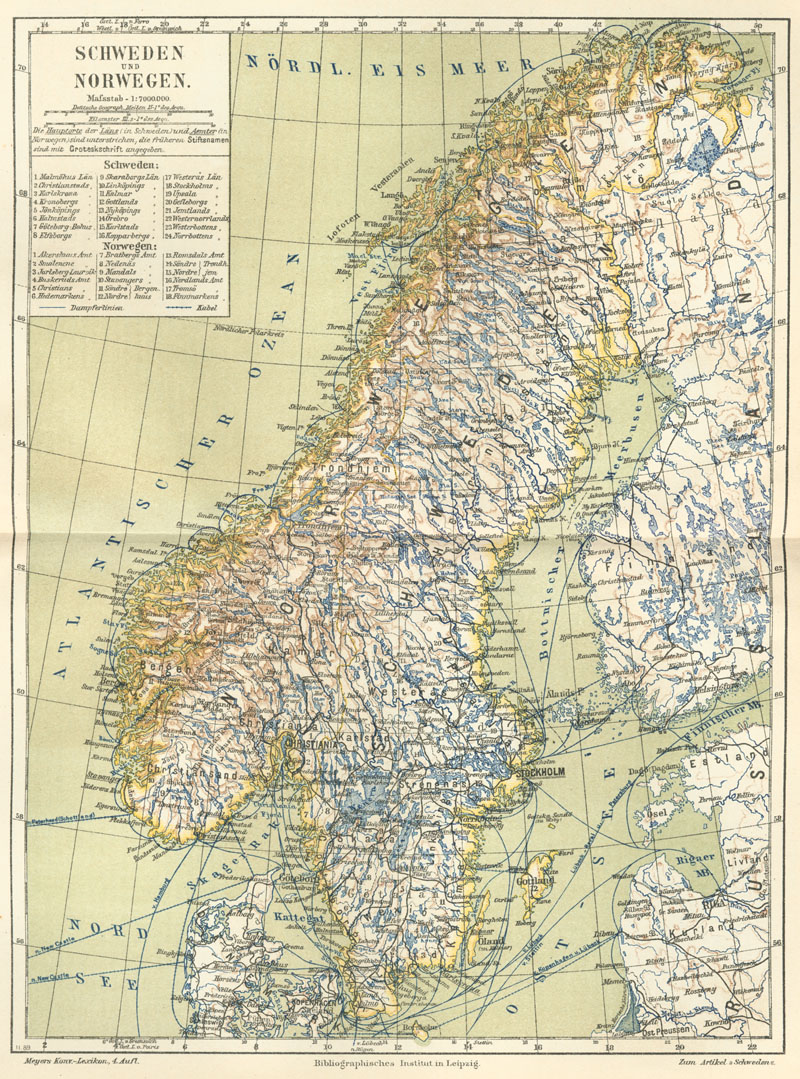
Schiffsverbindungen entlang der Westküste Norwegens (Karte circa 1888)

Um die Bedeutung und Notwendigkeit der Linienverbindung entlang der norwegischen Küste zu verstehen, ist ein Blick auf die geografische Situation des Landes hilfreich: Das heutige Norwegen erstreckt sich über rund 2.650 Kilometer in Nord-Süd-Richtung. Dabei war es seit jeher der von relativ mildem Klima begünstigte Süden des Landes, der sowohl hinsichtlich Einwohnerzahl als auch Wirtschaftskraft dominierte. Den Küstensiedlungen und Gemeinden im Norden des Landes, die vom Fischfang in den fischreichen Gewässern der Lofoten, Vesterålen und Barentssee lebten, fehlte es vor allem an geeigneten Transportwegen für den angelandeten Fisch, aber auch für die Grundversorgung mit Waren und Wirtschaftsgütern, die vor Ort nicht hergestellt werden konnten.
Es gab beispielsweise ab Anfang des 19. Jahrhunderts nur sporadische Verbindungen zwischen der hoch im Norden gelegenen Inselgruppe der Lofoten und der Handelsmetropole Bergen. Ab 1870 verkehrte entlang der Küste die Hamburgroute. Vor allem in den langen Wintern war der gesamte Norden des Landes aber praktisch von der Außenwelt abgeschnitten. Der norwegische Staat erkannte dieses Nord-Süd-Gefälle und suchte nach Wegen einer besseren Verkehrsanbindung des Nordens. Bei 83.283 Kilometer Gesamtküstenlinie setzte man auf die Handelsschifffahrt. Ab 1875 wurden auf Basis bestehender, kleinerer Schifffahrtslinien erste Pläne für eine regelmäßige, staatlich geförderte Schiffsverbindung zwischen Stavanger und Bergen im Süden und den größeren Küstenorten in Nordnorwegen erarbeitet.

### Anfänge

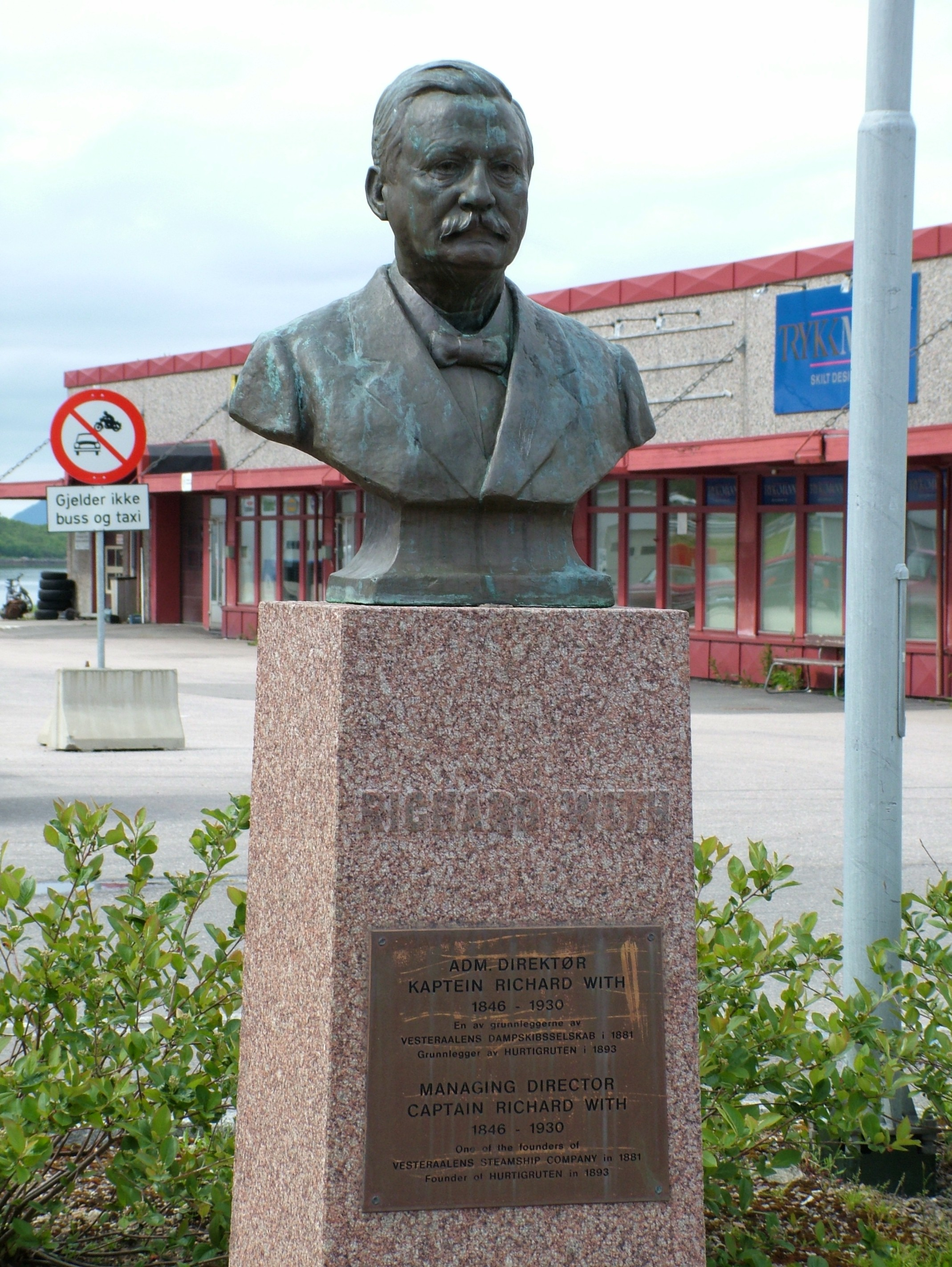
Büste des Hurtigruten-Gründers, Kapitän Richard With

Die Hurtigruten wurde von einer privaten Reederei, der Vesteraalens Dampskibsselskab (VDS), begründet und fuhr erstmals 1893 zwischen Trondheim und Hammerfest. Die erste regelmäßige und vor allem ganzjährige Postverbindung zwischen Süd- und Nordnorwegen war dem Einsatz des erfahrenen Kapitäns Richard With zu verdanken. Zusammen mit dem Lotsen Andreas Holte hatte er ab 1882 akribisch über die Fahrten durch die Gewässer entlang der norwegischen Küste Buch geführt. Er traute sich als Erster zu, die Strecke bis nach Hammerfest auch bei Nacht und in den dunklen Wintermonaten zu fahren – ein Geschwindigkeitsgewinn, der Voraussetzung für die staatlichen Subventionen war, ohne die sich eine Postschiffverbindung nicht hätte finanzieren lassen.
Zuvor war in den Jahren 1889 und 1890 durch den in Diensten des Osloer Innenministeriums stehenden anerkannten Kapitän August Kriegsmann Gran im Auftrag der Regierung ein Konzept zum ganzjährigen Betrieb einer Schifffahrtslinie entlang der gesamten Westküste entwickelt worden. Dieses mündete in einer am 18. April 1891 veröffentlichten Ausschreibung für eine Dampfschifflinie. Am 2. Juli 1893 machte sich die Vesterålen unter Kapitän Richard With auf den Weg von Trondheim nach Hammerfest. Es wurden auf dieser ersten Route, die zu befahren insgesamt 67 Stunden dauerte, neun Orte angelaufen: Rørvik, Brønnøysund, Sandnessjøen, Bodø, Svolvær, Lødingen, Harstad, Tromsø und Skjervøy.

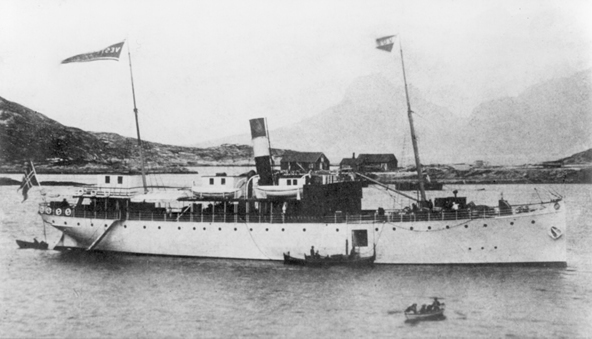
Erstes Hurtigruten-Schiff, Dampfer Vesterålen

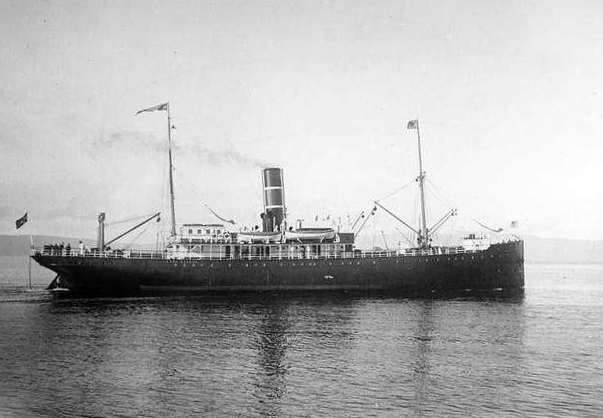
Kong Gudrød

Es folgten zwei weitere Hurtigruten-Linien, so dass zur Jahrhundertwende drei Postschifflinien existierten: Die erste führte von Trondheim nach Hammerfest, die zweite von Bergen nach Hammerfest und die dritte von Hammerfest weiter nach Osten bis Vadsø – diese wurde im Jahr 1908 bis zum heutigen Endpunkt Kirkenes verlängert. Diese Strecken wurden nun zweimal pro Woche gefahren – sommers wie winters.
Damit änderte sich das Leben für die Bewohner in der unwegsamen Küstenregion Nordnorwegens entscheidend. Die Hurtigruten prägte und einte das Land. Der beschwerliche Landweg durch die zerklüftete Landschaft konnte nun vermieden werden. Im Jahr 1898 war die Strecke nach Süden über Bergen hinaus bis Stavanger verlängert worden. Jedoch waren um 1919 im dichter besiedelten Süden des Landes die Straßen- und Eisenbahnverbindungen so weit ausgebaut, dass in diesem Bereich der Postschiffverkehr wieder eingestellt wurde. Bergen war und blieb nun südlicher Ausgangs- und Wendepunkt der Linie.
Im Sommer 1922 wurde die Risøyrenna – die Risørinne, ein schiffbar gemachter, natürlicher schmaler Seeweg zwischen den Vesteraaleninseln Andøya und Hinnøya – eingeweiht. Dieser zählt noch heute zu der Route der Schiffe. Ab dem 1. Juni 1936 entstand aus den ehemals drei Linien eine durchgehende Verbindung, die Bergen im Süden mit Kirkenes im Norden verband. Ab sofort konnte mit 14 Schiffen von sechs Reedereien eine tägliche Abfahrt sichergestellt werden.

### Zweiter Weltkrieg und Nachkriegszeit
Während der beiden Weltkriege, bei denen vor allem der zweite mit der Besetzung Norwegens verheerende Folgen für die Gemeinden in Nordnorwegen hatte, war ein fahrplanmäßiger Postschiffverkehr weitgehend unmöglich. Dennoch waren Schiffe der Hurtigruten im Küstenverkehr und im Truppentransport eingesetzt; vereinzelt konnte auch der Liniendienst aufrechterhalten werden. In der Zeit von 1940 bis 1945 sind auch die meisten Schiffsverluste und Havarien verzeichnet. Um weiterhin die teilweise überlebenswichtige Versorgung der Gemeinden im Norden aufrechtzuerhalten, griffen die Reedereien, nachdem ihre Hurtigrutenschiffe entweder beschlagnahmt oder havariert waren, in den Jahren 1940 bis 1945 teilweise auf kleine Frachtschiffe und Fischkutter zurück, die als Transportschiffe auf der Hurtigruten eingesetzt wurden.

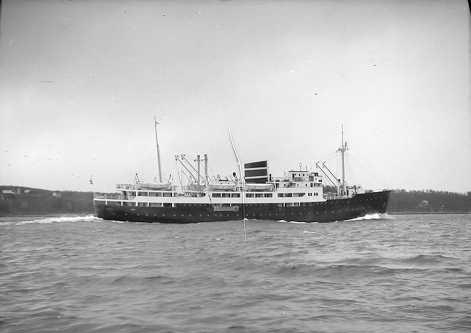
Die Erling Jarl, 1949 in Dienst gestellt

Nach dem Ende des Zweiten Weltkrieges waren von ehemals 14 Schiffen nur noch 3 fahrtauglich. Durch ein großangelegtes, staatlich unterstütztes Schiffs-Neubauprogramm konnte ab 1950 wieder täglich die Strecke Trondheim–Hammerfest gefahren werden. Bis 1956 wurden insgesamt zehn fast baugleiche Schiffe in Dienst gestellt, so dass wieder ein regelmäßiger Liniendienst eingerichtet werden konnte.
Während zu Beginn der Linie gewöhnliche, oftmals gebraucht angeschaffte Dampfschiffe verwendet wurden, wurde erstmals mit dieser Baureihe ein spezieller, eigens für die Hurtigruten entwickelter Schiffstyp eingesetzt. In jede der folgenden Schiffsgeneration flossen nun neue Entwicklungen und Erfahrungen aus vorherigen Typen ein. Aussehen und Konzept der Schiffe haben sich dadurch mittlerweile erheblich gewandelt; es handelt sich noch immer um speziell für diesen Einsatz konstruierte Schiffstypen.

### Von den 1960er bis 1980er Jahren
Neue Frachtkonzepte wie die Europalette und der Container hielten auch auf den Postschiffen Einzug. Hinzu kam auch in Norwegen die Konkurrenz durch die Straße. Allerdings waren vor allem im Winter viele Straßen bis in die 1970er Jahre oft unterbrochen und die Küstenschiffe die einzige regelmäßige Verbindung.
Als Antwort auf diese neue Herausforderungen entstanden die Schiffe der so genannten „mittleren Generation“. Diese Schiffe sollten größer sein und Container transportieren können. Um die hohen Kosten für eine aufwendige Hafenanlagen zu sparen, entschied man sich gegen RoRo-Schiffe (hoher Platzbedarf im Hafenbecken für Bug und/oder Heckrampe). Um teure Containerbrücken in den Häfen zu vermeiden, erhielten die drei Schiffe leistungsfähige Kräne auf dem Achterschiff sowie eine seitliche Ladeluke mit Rampe und Aufzügen. Zeitgleich mit der Indienststellung der Midnatsol, Narvik und der Vesterålen wurde die regelmäßige Verbindung nach Spitzbergen (Svalbard-Route) aufgegeben (1982). Zwei Jahre später wurden die Poststellen an Bord der Schiffe geschlossen und der Posttransport auf dieser Linie beendet, so dass die Schiffe seitdem strenggenommen keine Postschiffe mehr sind, obwohl sie nach wie vor die Postflagge führen. Die neuen Schiffe kamen 1987–1989 für einen großen Umbau in die Werft. Das seitliche Ladetor hatte sich bewährt, die Nachfrage nach Containern blieb aber gering und die Zahl der Kabinen war zu gering. Darum entstand am Heck ein neuer Aufbau mit zusätzlichen Kabinen auf der für Container reservierten Fläche.

### Von den 1990er Jahren bis zur Jahrtausendwende
Die Flotte war nun in weiten Teilen schon sehr alt und darum wurde wieder ein Trio neuer Schiffe bestellt. So kamen 1993 die Kong Harald (II), die Richard With (II)) und ein Jahr später die Nordlys (II) zur Flotte und ersetzten ältere Schiffe aus den 1950er und 1960er Jahren. Ebenfalls 1993 eröffnete das Hurtigrutenmuseum in Stokmarkness. Die Flottenverjüngung ging 1996 mit der Polarlys (III), der Nordkapp und 1997 mit der Nordnorge (IV) weiter. Alle Schiffe sind deutlich größer als jene der 1950er und 1960er Jahre, die sie ersetzten, und besitzen auch gegenüber den Schiffen der „mittleren Generation“ mehr Kabinen. Sie bilden die „neue Generation“ der aktuellen Flotte.

### 2000er und 2010er Jahre

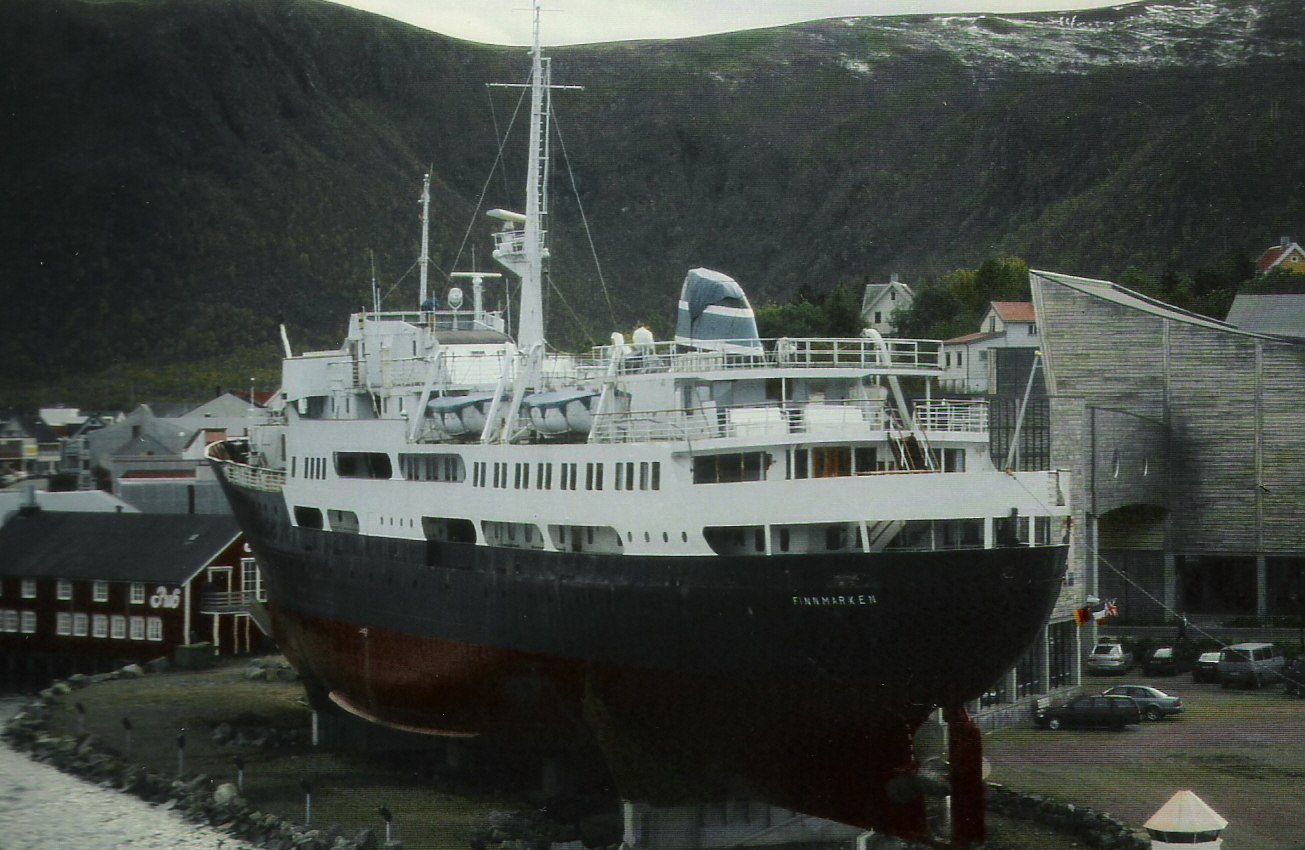
Museums-Schiff Finnmarken aus dem Jahr 1956, heute im Hurtigrutenmuseum

Es gab noch immer Schiffe aus den 1950er und 1960er Jahren in der Flotte, die im Liniendienst eingesetzt wurden. Darum wurden 2002 die Finnmarken (II) sowie Trollfjord in Dienst gestellt, um ältere Schiffe in die Reserve zu schicken. Da der norwegische Staat die Subventionen immer nur befristet gewährt und seit Ende der 1990er Jahre auf das Winterhalbjahr beschränkt hat, ist die Reederei bemüht, durch den Einsatz moderner Schiffe mit größerem Komfort mehr internationale Touristen zu gewinnen, um die Einnahmeausfälle zu kompensieren. In der Winterzeit ist die Auslastung der Schiffe jedoch noch immer so gering, dass die Hurtigruten jedes Jahr Verluste macht. So entstand die Idee, die großen neuen Schiffe nicht einfach im Winter zu überholen und durch die alten Schiffe der Reserve zu ersetzen, sondern für Expeditionskreuzfahrten zu verwenden. 2002 wurde die Nordnorge im Herbst auf die Reise in die Antarktis geschickt. Das Schiff kehrte im Frühjahr in die Linie zurück. Dies wurde möglich, weil die Schiffe der mittleren Generation über die Eisklasse 1C verfügen. Im Jahr 2003 wurde das erste Schiff der mittleren Generation zum Reserveschiff. Die Midnatsol (II)) erhielt die die Nummer 2 als Namenszusatz um einer neuen Midnatsol (IV) den Platz in der Linienfahrt zu überlassen. Das Schiff fuhr jedoch nie als Midnatsol II, sondern wurde aufgelegt, renoviert und 2005 als Lyngen zum Reserveschiff.
2005 fuhren zwei Schiffe (Nordnorge und Nordkapp) in die Antarktis. 2007 reduzierte sich die Flotte der mittleren Generation mit dem Verkauf der Narvik weiter. An ihrer Stelle fuhr wieder die alte Lofoten (II) im Liniendienst. Gleichzeitig begann die neue Ära der Expeditionsschiffreisen mit der Indienststellung der Fram. Das neue Schiff führt zusammen mit der Polar Star die Reisen in die Arktis und Antarktis durch. Die Nordnorge und Nordkapp werden seit 2008 nicht mehr in der Antarktis eingesetzt.
Im Jahr 2015 wurde die Flotte der Expeditionsschiffe durch den Zukauf der Spitsbergen vergrößert. Im Winter 2016/2017 ging die Midnatsol (II) als Expeditionsschiff neben der Fram in die Antarktis, weil die Spitsbergen nicht rechtzeitig umgebaut werden kann. Als Ersatz kamen die Lofoten und später die Spitsbergen in den Liniendienst. Zur gleichen Zeit wurde eine Modernisierung der ersten 4 Schiffe beschlossen. Im Jahr 2016 kamen die Polarlys (III), die Kong Harald (II), die Richard With (II) und die Nordnorge (IV) in die Werft und erhielten eine neue Inneneinrichtung.
Ende des Jahres 2004 wurde von der norwegischen Regierung ein Subventionspaket in Höhe von 1,9 Milliarden Norwegische Kronen (dies entspricht etwa 216 Millionen Euro) bereitgestellt, das den Linienbetrieb bis Ende des Winterhalbjahres 2011/2012 sicherstellte. Im Jahr 2011 wurde dieser Hurtigrutenvertrag bis Ende des Jahres 2019 verlängert, um mit Subventionen in Höhe von 5,12 Milliarden Kronen (etwa 650 Millionen Euro) den ganzjährigen täglichen Liniendienst auf der Route sicherzustellen. Die anhaltenden Subventionen führten zu Beschwerden bei der EFTA, die sich ab 2011 und 2017 mit den Subventionen beschäftigte. Der zuständige EFTA-Gerichtshof urteilte, dass Teile der Subventionen als rechtswidrig einzustufen sind. Die Gelder mussten zurückgezahlt werden.
Ein Ende des täglichen Linienverkehrs ist nicht zu erwarten, da die Hurtigrute nach wie vor im Selbstverständnis der Norweger, insbesondere im Norden des Landes, einen zentralen Stellenwert besitzt. So trägt diese Linienverbindung noch heute die Ehrenbezeichnung Riksvei Nr. 1 („Reichsstraße Nr. 1“). Zudem spielt die Hurtigruten eine wichtige Rolle bei der Vermarktung des Landes im internationalen Tourismus.

#### Wettbewerber auf der Route
Traditionell wurde die Postschifflinie stets von mehreren Reedereien im Auftrag bzw. mit Subventionen des norwegischen Staats betrieben. Seit der Fusion der beiden letzten verbliebenen Hurtigruten-Reedereien TFDS und OVDS im Jahre 2006 wurde die Linie monopolartig durch Hurtigruten AS betrieben, die sich im Eigentum ausländischer Kapitalinvestoren befindet. Im Zeitraum 2010 bis 2019 wurde die Schiffslinie vom norwegischen Staat mit insgesamt 5,12 Milliarden NOK (511 Millionen EUR - Stand 2. September 2022) finanziell unterstützt. Die Zahlungen dienen jedoch nicht den Touristenfahrten, sondern dem Fracht- und Fährverkehr vor allem im Winter. Um wieder Wettbewerb zu schaffen, wurden durch den norwegischen Staat 2017 drei Pakete mit je drei bzw. vier Fahrten ab 2021 neu ausgeschrieben. Gleichzeitig wurden die Anforderungen an die Umweltverträglichkeit der Schiffe deutlich angehoben.
Am 23. März 2018 gab das norwegische Verkehrsministerium den neuen Vertrag für den Küstenverkehr für den Zeitraum 2021–2030 bekannt. Hurtigruten AS verlor ihr Monopol auf der Route, da die Reederei Havila Kystruten ein Paket gewann und ab dem 1. Januar 2021 vier der elf täglichen Fahrten vom bisherigen Betreiber Hurtigruten AS übernehmen sollte. Im Bereich der Fahrpläne sowie des Fracht- und Fährverkehrs wurde eine umfassende Kooperation vereinbart. Dies gilt nicht für das touristische Angebot.
Als Konsequenz aus dieser Entscheidung gab Hurtigruten AS den Umbau der drei größten Schiffe Finnmarken (II), Trollfjord und Midnatsol (IV) zu Expeditionsschiffen bekannt. Die Schiffe erhalten einen Hybridantrieb nach dem Vorbild der Roald Amundsen und eine neue Inneneinrichtung sowohl der Kabinen wie auch der öffentlichen Räume. Ziel ist der emissionsfreie Betrieb in den Fjorden und Häfen.

### Ab 2020

#### Corona-Pandemie
Durch die Corona-Pandemie wurde die Küstenschifffahrt wie auch das Geschäft mit den Expeditionskreuzfahrten in einem Maß beeinträchtigt, das nur mit dem Zeitraum des Zweiten Weltkriegs zu vergleichen ist.
Von März bis Juli 2020 blieben alle Schiffe bis auf die Vesterålen und die Richard With (II)) in den Häfen. Mit diesen beiden Schiffen wurde nur noch zwischen Bodø und Kirkenes gefahren. Im Mai des gleichen Jahres wurde der reguläre Dienst ab Bergen wieder aufgenommen. Im August 2020 wurde der Küstenbetrieb wieder eingeschränkt. Ab Oktober 2020 waren wieder nur noch zwei Schiffe (Kong Harald und Polarlys) auf der Kurzstrecke Bodø-Kirkenes im Einsatz.

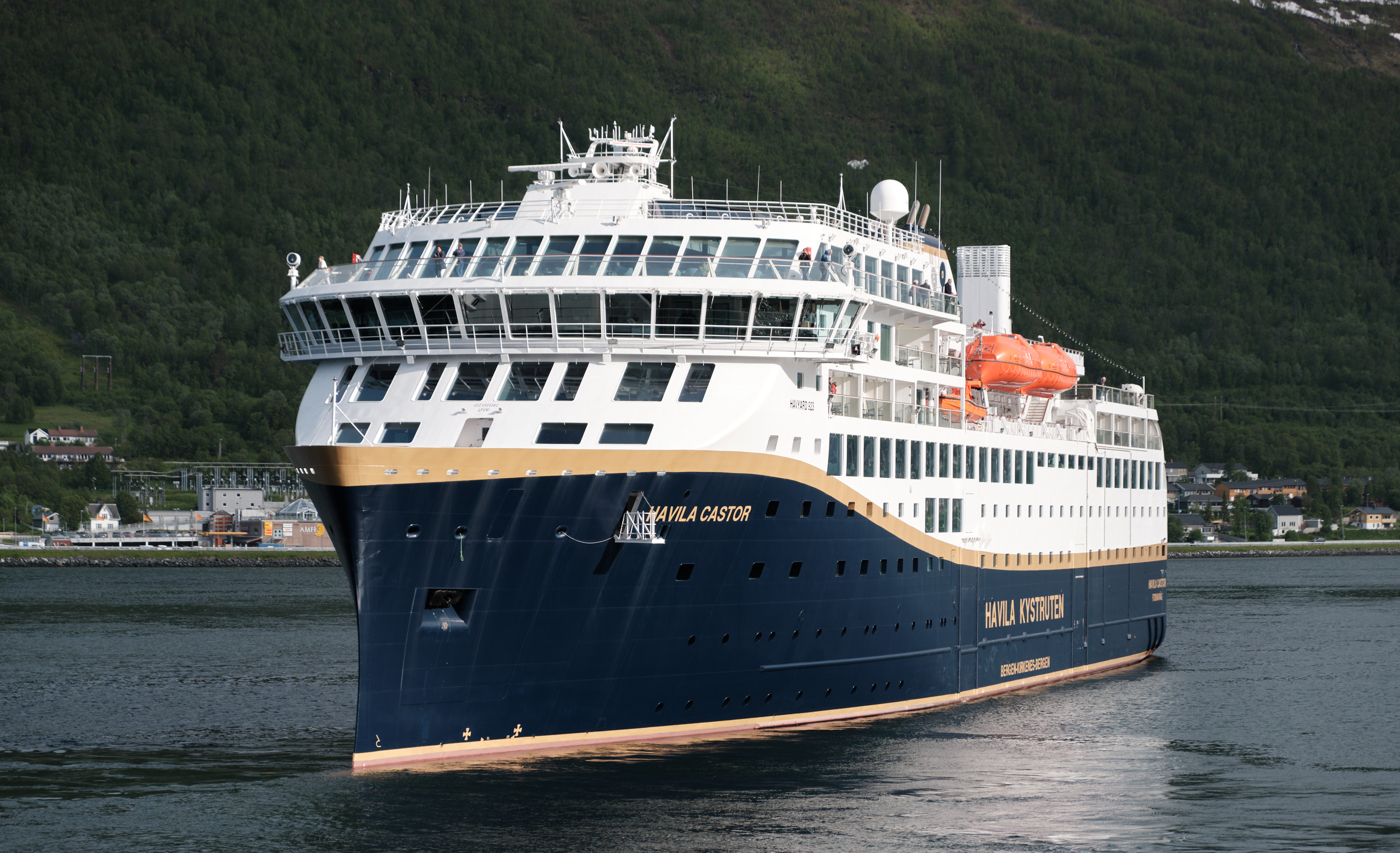
Die Havila Castor der Reederei Havila Kystruten in Tromsø, Juni 2022

Anfang Dezember 2020 wurde die Lofoten an die maritime Hochschule Sørlandet verkauft, wo sie mit der Ragnvald Jarl ein anderes Schiff der gleichen Bauserie ersetzt.
Die Reederei Havila Kystruten, die ab Januar 2021 mit vier Schiffen den Küstenverkehr als zweite Linienreederei betreiben sollte, konnte aufgrund erheblicher Verzögerungen beim Bau der Schiffe und durch die Corona-Pandemie den Betrieb nicht fristgerecht aufnehmen. Erst am 12. Dezember 2021 absolvierte die Havila Capella ihre Jungfernfahrt auf der Strecke Bergen–Kirkenes. Der zweite Neubau folgte im Frühjahr 2022, die folgenden beiden Schiffe im Sommer 2023.

## Passagierzahlen und Ausrichtung

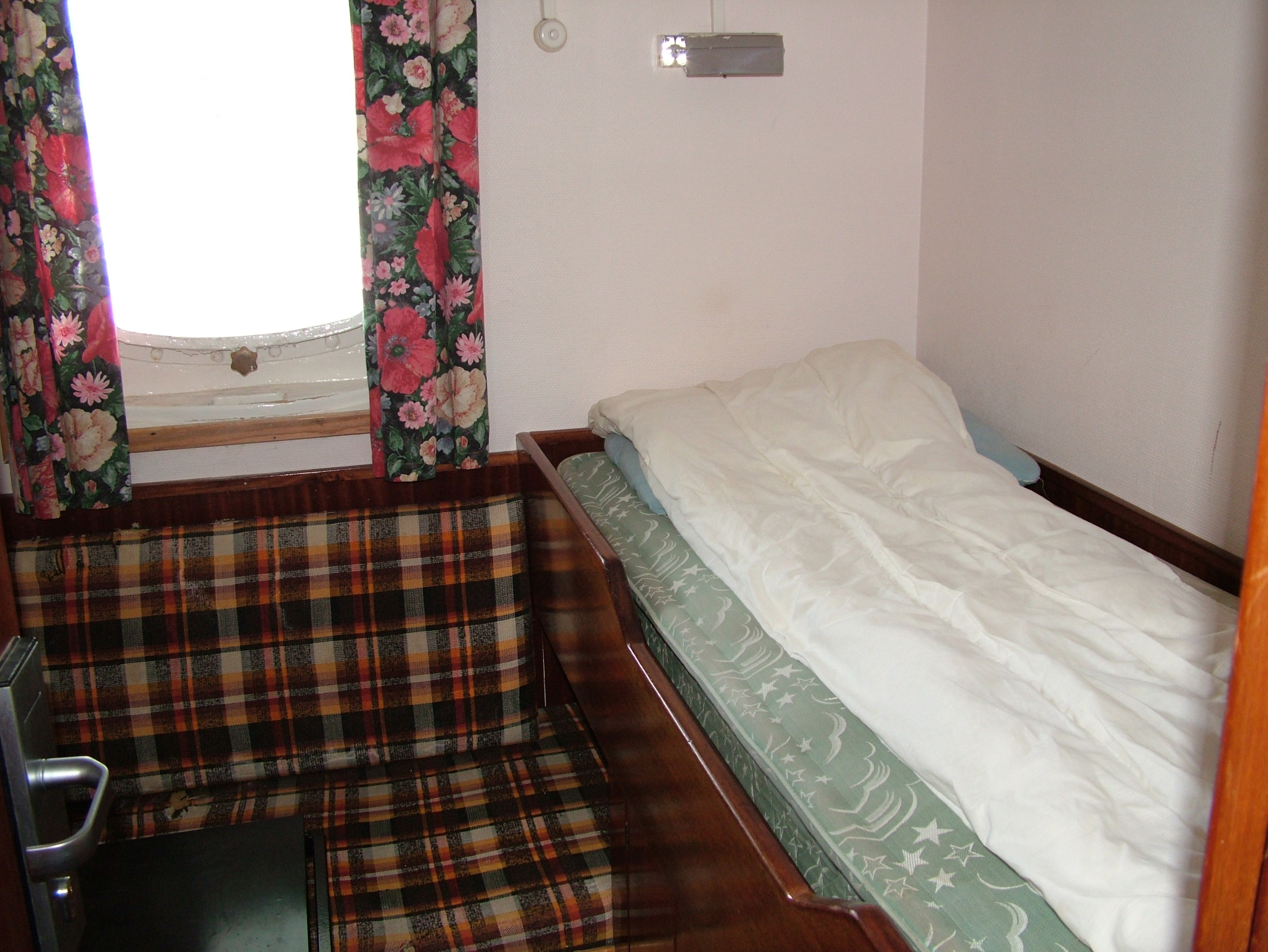
Eine Standard-Kabine der Schiffe aus den 1950er Jahren

Die Schiffe der Hurtigruten beförderten seit Ende des Zweiten Weltkriegs durchschnittlich etwas mehr als 410.000 Passagiere pro Jahr. Dabei hat sich die Passagierstruktur erheblich verändert: Waren in den 1940er und 1950er Jahren noch nahezu ausschließlich Distanzpassagiere an Bord, die die Schiffe über das gesamte Jahr weitgehend gleichmäßig verteilt als reines Transportmittel nutzten, so nutzen heute überwiegend Touristen in den Sommermonaten die Hurtigruten zur Küstenkreuzfahrt oder als Teil ihrer Urlaubsreise. Ohne diese touristische Ausrichtung der Linie wäre ein auch nur annähernd kostendeckender Betrieb der Schiffe nicht mehr möglich. Schwer zu schaffen machten den Reedereien der seit Beginn der 1970er Jahre stark zunehmende Individualverkehr sowie der Ausbau des Luftverkehrsnetzes des Landes. Bis zum Ende der 1980er Jahre waren hierdurch die Passagierzahlen derart zurückgegangen, dass es ernsthafte Überlegungen gab, die Hurtigruten in ihrer damaligen Form einzustellen. Durch die konsequente Ausrichtung auf touristische Anforderungen konnten, ohne dabei den Charakter der Postschiffe aufzugeben, seit Anfang der 1990er Jahre wieder erheblich steigende Passagierzahlen verzeichnet werden. Mittlerweile haben sich die jährlichen Passagierzahlen auf jährlich etwa 450.000 eingependelt; rund 70 Prozent davon entfallen auf Rundreisen-Passagiere, also Touristen.

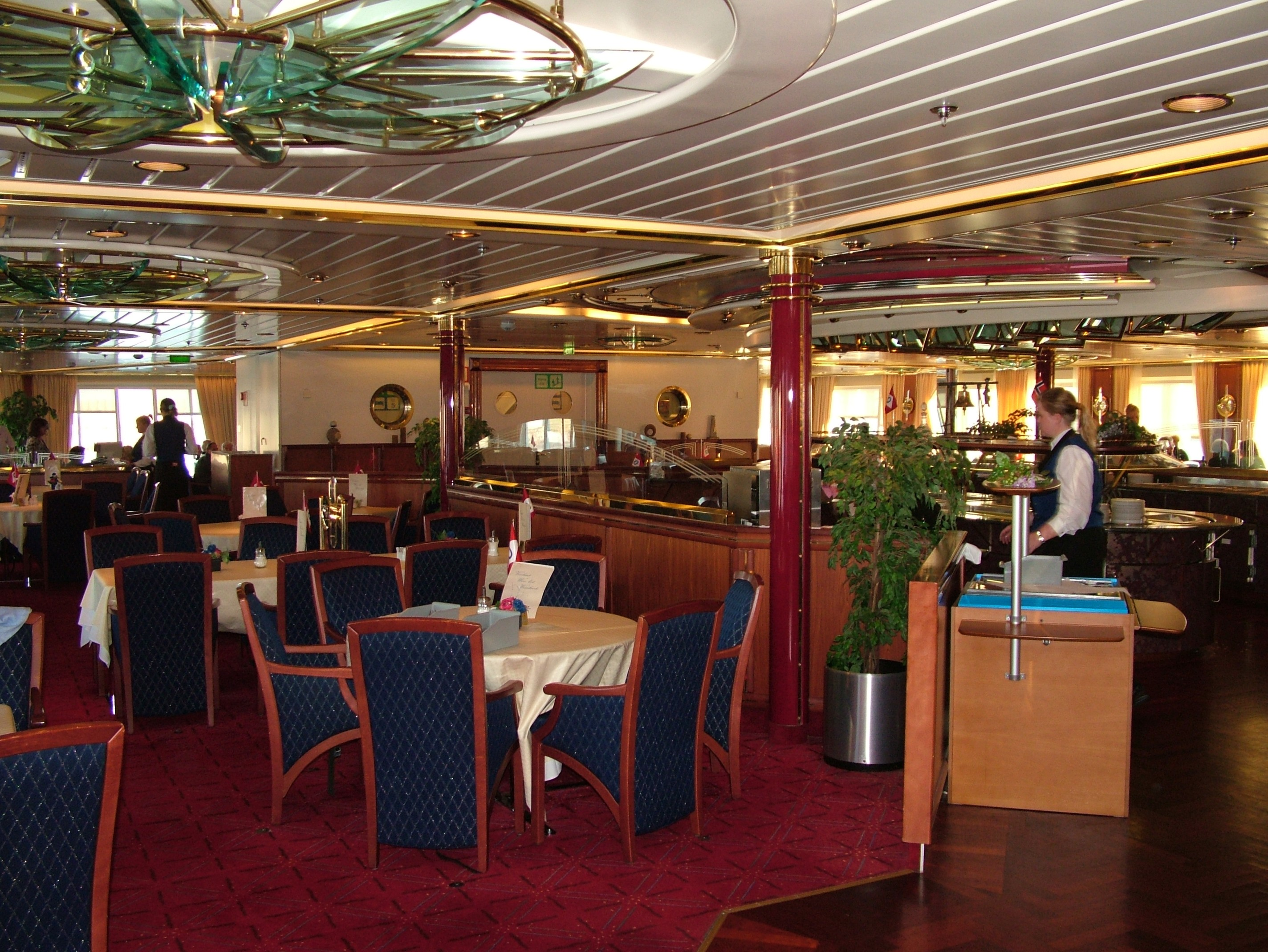
Speisesaal der Nordnorge vor 2016

Die geänderte Ausrichtung spiegelt sich am deutlichsten in der geänderten Ausstattung der Schiffe wider. Die Neubauten der 1950er Jahre verfügten noch über relativ kleine und einfache Mehrbett-Kabinen, weitgehend ohne eigene Nasszelle, dazu lediglich über einen einfachen Speisesaal und eine Cafeteria. Auch in den Schiffen der „mittleren Generation“ fanden sich neben den schon deutlich komfortableren Kabinen noch die Sleeperette genannten Schlafräume mit bis zu zehn einfachen Liegen für Distanzpassagiere; diese sind heute ersatzlos weggefallen.
Die Schiffe der neuen Generation sind deutlich komfortabler: Neben relativ geräumigen Kabinen mit Dusche und WC bieten sie an Bord neben Restaurant und Café weitere touristisch geprägte Ausstattungsmerkmale wie Panoramasalons, Whirlpools, Bars und Veranstaltungsräume. Zum Kreuzfahrtcharakter gehören auch Suiten und organisierte Landausflüge, doch fehlen andererseits die üblichen gesellschaftlichen Anlässe wie das Captain’s Dinner und ein Unterhaltungsangebot mit Theater und Musik; auch die Kleidung der Passagiere bleibt selbst beim Abendessen sportlich-bequem. Ebenfalls ausschließlich aus touristischen Gründen werden im Sommerfahrplan Umwege in den Geirangerfjord und den Trollfjord gemacht.

### Frachtentwicklung

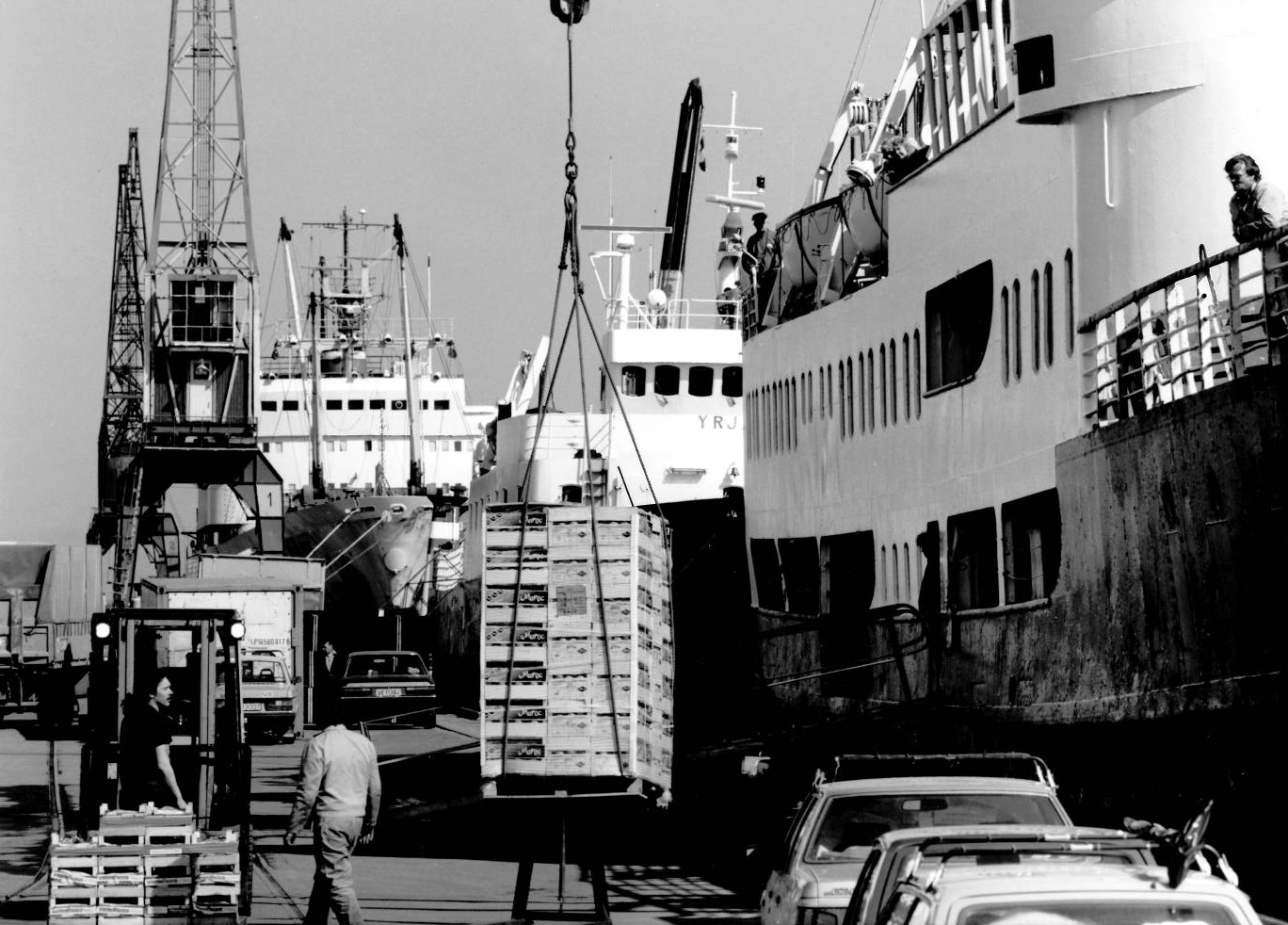
Früher: Das Beladen der Schiffe mittels Bordkran

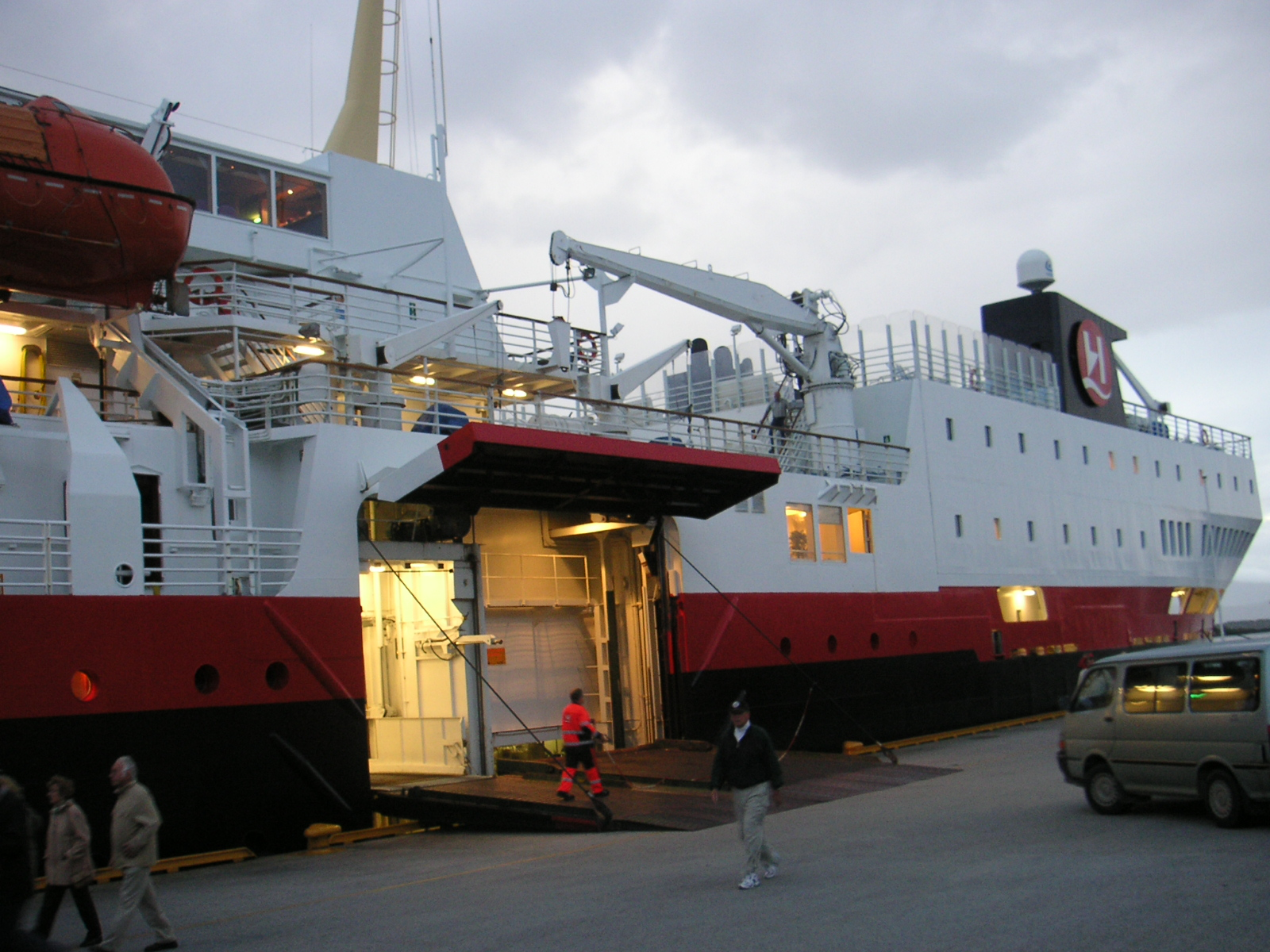
Heute: Die seitliche Ladeluke der Lyngen

Während parallel zur Zunahme des Individualverkehrs die Frachtmengen auf den Hurtigruten-Schiffen seit Ende des Zweiten Weltkriegs sukzessive zurückgingen, entwickelten sich sowohl der Auto- als auch der Frachttransport seit Anfang der 1990er Jahre wieder positiv. Wurden im Jahr 1990 noch rund 7500 PKW und rund 100.000 Tonnen Fracht transportiert, waren es im Jahr 2002 über 55.000 PKW und mehr als 165.000 Tonnen Fracht. Die Gründe für die konstant ansteigenden Frachtzahlen liegen vor allem darin, dass durch die bei allen Schiffen seit Anfang der 1990er Jahre eingeführte neuartige Beladetechnik eine sehr effiziente Be- und Entladestrategie gefunden wurde und so relativ günstige Frachttarife angeboten werden konnten. Alle eingesetzten Schiffe mit Ausnahme der alten Lofoten (II) verfügen über eine seitliche Ladeluke, über die mit Hilfe eines Lastenaufzugs Fracht und PKW schnell direkt auf das Frachtdeck (Deck 2 oder Deck B) gelangen können. Diese Technik bedeutete eine enorme Zeit- und Personaleinsparung gegenüber der bis in die 1980er Jahre gängigen Beladung mittels Bordkrans, bei der jedes Frachtstück und jeder PKW aufwändig einzeln an Bord gehievt werden mussten.

## Linie

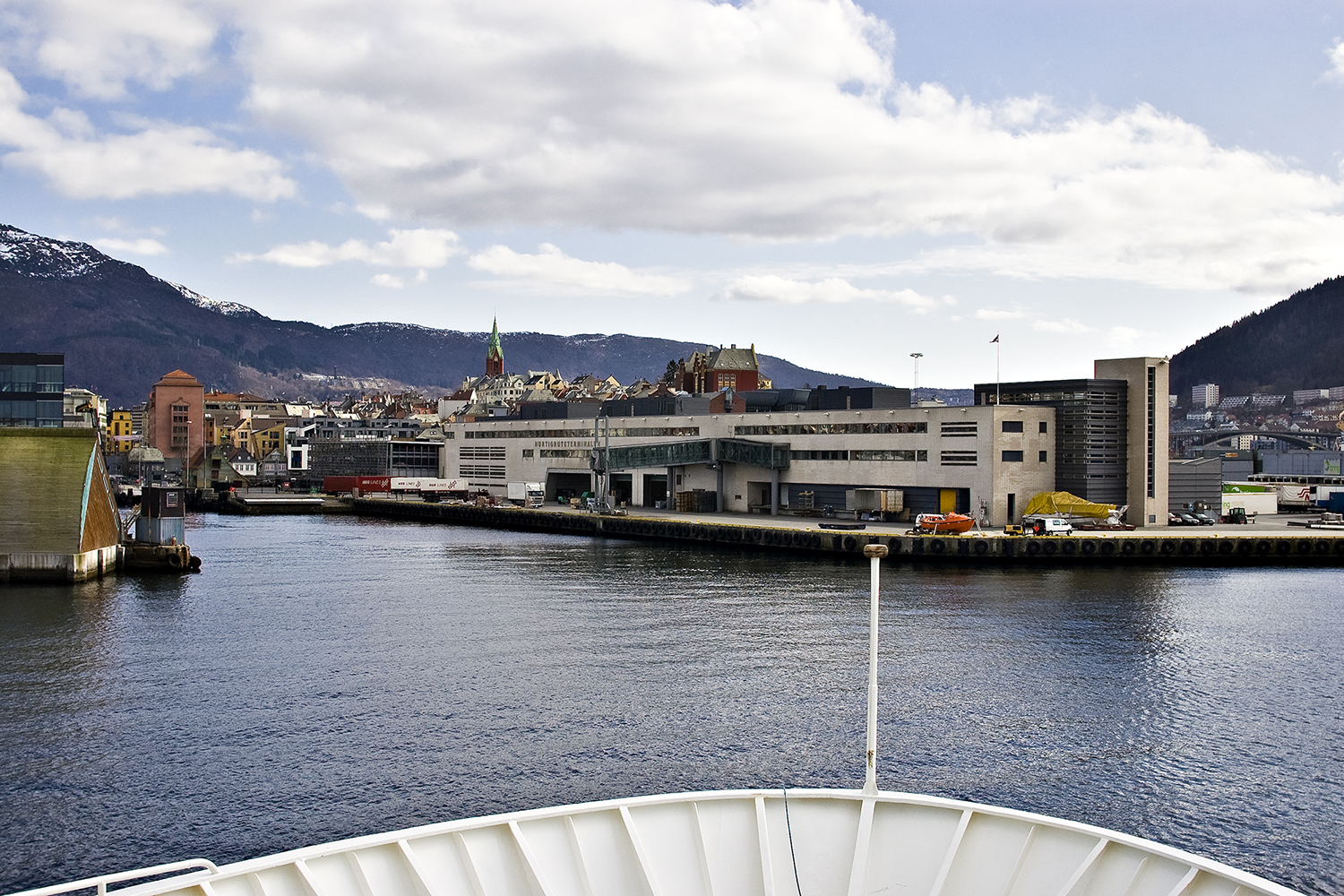
Hurtigruten-Terminal in Bergen

Linienweg der Hurtigruten

Die Schiffe der Hurtigruten verkehren nach einem festen Fahrplan. Jeden Tag zur selben Zeit läuft ein Schiff von Bergen aus und erreicht am zwölften Tag wieder den Ausgangshafen. Die übliche Geschwindigkeit beträgt 15 kn. Für die auf der Linie angelaufenen Häfen, vor allem für jene in Nordnorwegen, stellt die tägliche Ankunft des Hurtigruten-Schiffes eine feste Größe im Tagesablauf der Bewohner dar; selbst vorübergehende Änderungen der Abfahrtzeiten der Schiffe – oder gar der Ausfall eines Schiffes – sind den lokalen Medien eine ausführliche Meldung wert. Nicht nur Waren und Personen erreichen mit den Schiffen die entlegensten Dörfer, auch Arzttermine, Behördengänge und Familienbesuche werden mit den Linienschiffen wahrgenommen. In den kleinen Anlaufhäfen ganz im Norden des Landes erfüllen die Schiffe darüber hinaus auch eine weitere soziale Funktion: Während der zumeist halbstündigen Liegezeit gehen Einwohner der Orte an Bord, um dort in der Cafeteria gemeinsam Kaffee zu trinken, Informationen auszutauschen und sich mit aktuellen Zeitschriften zu versorgen. Diese so genannten kaffegjengs verlassen dann unmittelbar vor dem Ablegen wieder das Schiff.

### Angelaufene Häfen
Folgende Häfen werden angelaufen (von Süden nach Norden):
- Bergen
- Florø
- Måløy
- Torvik
- Ålesund
- Geirangerfjord (saisonal im Sommer)
- Hjørundfjord (saisonal im Herbst)
- Molde
- Kristiansund
- Trondheim
- Rørvik
- Brønnøysund
- Sandnessjøen
- Nesna
- Ørnes
- Bodø
- Stamsund
- Svolvær
- Stokmarknes
- Sortland
- Risøyhamn
- Harstad
- Finnsnes
- Tromsø
- Skjervøy
- Øksfjord
- Hammerfest
- Havøysund
- Honningsvåg
- Kjøllefjord
- Mehamn
- Berlevåg
- Båtsfjord
- Vardø
- Vadsø (nur nordgehend)
- Kirkenes

Die Liegezeit in den Häfen bemisst sich sowohl nach dem Zeitaufwand des Be- und Entladens als auch nach der touristischen Bedeutung des Hafenortes oder der Stadt. Einige Häfen weisen eine Liegezeit von bis zu sechs Stunden auf. Bei solchen Liegezeiten besteht für Touristen die Möglichkeit der Teilnahme an organisierten Landausflügen und Besichtigungen. Auch besteht die Möglichkeit, Ausflüge mit mehrtägigen Landaufenthalten von Bord aus zu buchen.

### Ehemalige Hurtigrutenhäfen

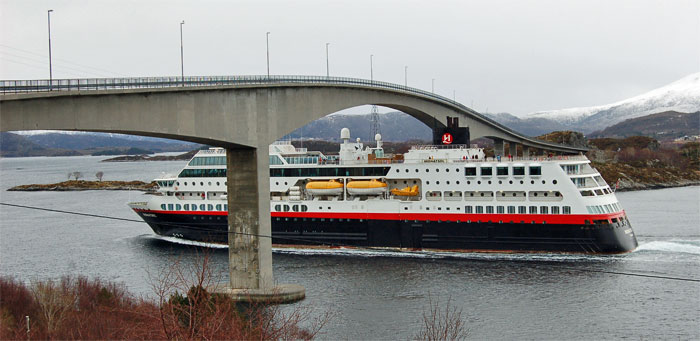
Die Midnatsol unter der Herøybrua auf dem Weg nach Torvik (Februar 2007)

Im Laufe der Jahre hat sich der Linienweg aus unterschiedlichen Gründen in Teilbereichen ein wenig verändert. Dies geschah vor allem aufgrund wirtschaftlicher oder nautischer Erfordernisse. So sind folgende Anlegestellen oder Häfen aus dem Linienplan der Hurtigruten ausgeschieden (von Nord nach Süd):
- Gamvik, Hurtigrutenhafen von 1911 bis 1990 (der ehemals nördlichste Hurtigrutenkai)
- Finnkongkeila (ein von den deutschen Besatzern zerstörter ehemaliger Fischerort bei Gamvik)
- Kongsfjord, bis 1975; danach unmittelbar in Berlevåg
- Alta
- Gibostad (im Gisund in der Kommune Lenvik im Fylke Troms), bis 1939
- Havnvik
- Sørøya, Hurtigrutenhafen von 1950 bis 1979
- Grønnøy, Hurtigrutenhafen von 1914 bis 1957
- Indre Kvarøy (eine Insel in der Kommune Lurøy)
- Evenskjer
- Kabelvåg
- Narvik, Hurtigrutenhafen von 1936 bis 1953
- Lødingen
- Melbu
- Vikholmen
- Beian
- Bessaker (Ein Ort in der Kommune Roan im Norden des Fylke Sør-Trøndelag)
- Haugesund, Hurtigrutenhafen von 1896 bis 1919
- Stavanger, Hurtigrutenhafen von 1896 bis 1919

### Schiffsbegegnungen
| Tag nordgehend | Tag südgehend | Zeitpunkt               | Treffpunkt                      | Bemerkung            |
| -------------- | ------------- | ----------------------- | ------------------------------- | -------------------- |
| 2              | 12            | 04:50 Uhr               | zwischen Måløy und Torvik       | (nur Sommerfahrplan) |
| 2              | 12            | 06:15 Uhr               | zwischen Florø und Måløy        | (nur Winterfahrplan) |
| 2              | 11            | 21:30 Uhr               | im Hafen von Molde              | (nur Sommerfahrplan) |
| 2              | 11            | 19:30 Uhr               | zwischen Molde und Kristiansund | (nur Winterfahrplan) |
| 3              | 11            | 06:30 Uhr bis 10:00 Uhr | im Hafen Trondheim              |                      |
| 3              | 10            | 20:30 Uhr bis 21:15 Uhr | im Hafen Rørvik                 |                      |
| 4              | 10            | 08:15 Uhr               | zwischen Nesna und Ørnes        |                      |
| 4              | 9             | 20:15 Uhr               | zwischen Stamsund und Svolvær   |                      |
| 5              | 9             | 08:00 Uhr               | im Hafen von Harstad            |                      |
| 5              | 8             | 21:30 Uhr               | zwischen Tromsø und Skjervøy    |                      |
| 6              | 8             | 09:15 Uhr               | vor der Insel Havøy             |                      |
| 6              | 7             | 23:00 Uhr               | bei Berlevåg                    |                      |

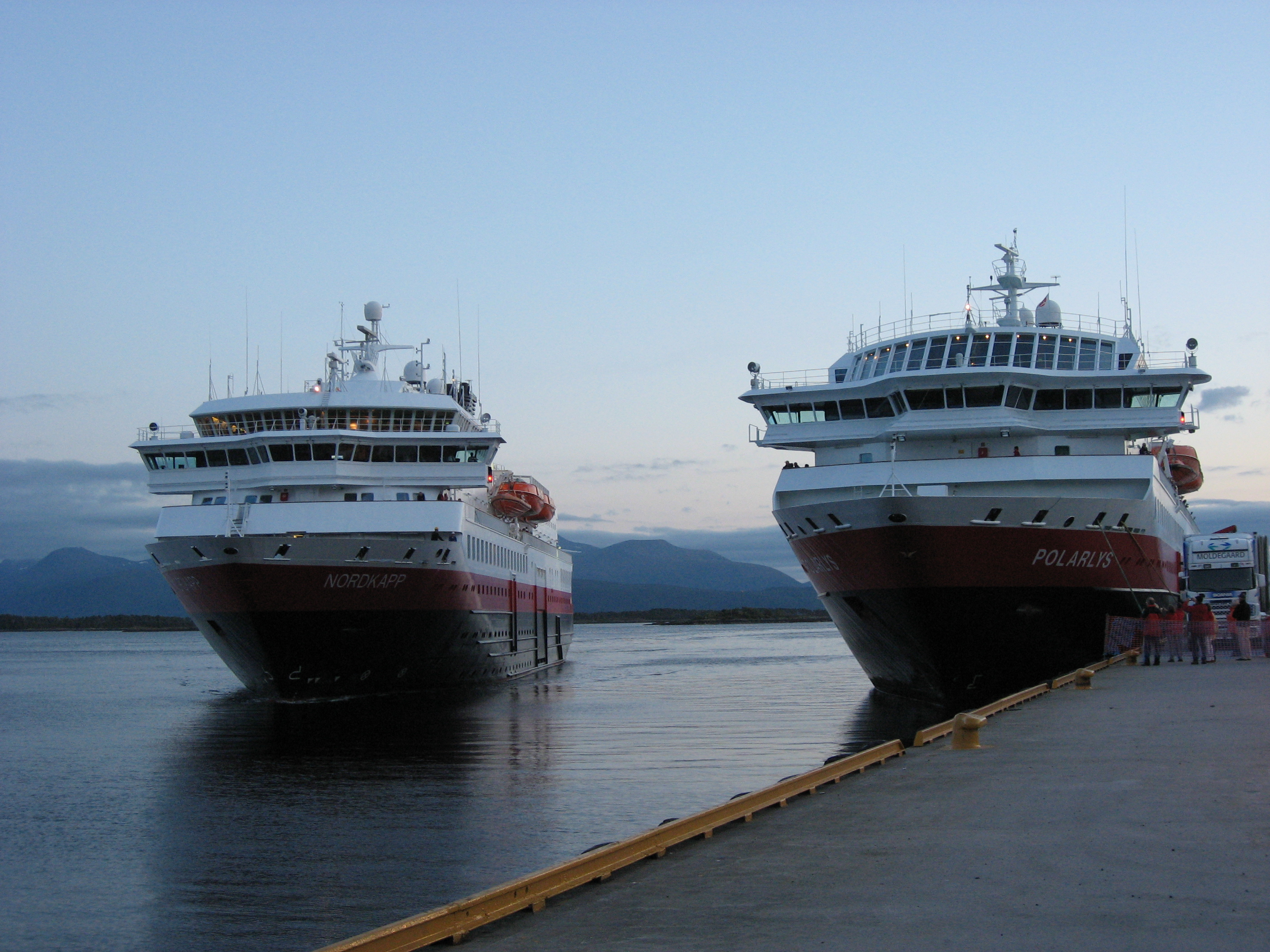
Die Nordkapp und die Polarlys treffen sich in Molde

Bei einer Begegnung der Schiffe auf See werden folgende Signale gegeben: Das nordgehende Schiff gibt zweimal lang, einmal kurz und das südgehende Schiff zweimal lang, einmal kurz, einmal lang. Die Begrüßung erfolgt am Tage per Signalhorn und bei Dunkelheit per Scheinwerfer, wobei das nordgehende Schiff in der Regel zuerst grüßt.

## Entfernungen
Im Sommer betragen die nordgehende Strecke von Bergen über Geiranger nach Kirkenes 1.460 nautische Meilen (2.704 km) und die südgehende Strecke zurück 1.335 nautische Meilen (2.472 km). Somit legen die Schiffe bei einem Umlauf insgesamt 2.795 nautische Meilen (5.176 km) zurück. Im Winter werden auf der nordgehenden Route der Geirangerfjord und auf der südgehenden Route der Trollfjord nicht angelaufen, was die zurückgelegte Gesamtstrecke auf 2.670 nautische Meilen (4.945 km) reduziert.

## Reedereien
Seit der Gründung der Hurtigruten haben elf verschiedene Reedereien die Schiffe auf der Hurtigruten betrieben. Bis Mitte des 20. Jahrhunderts waren es sechs eigenständige Reedereien, die mit ihren eigenen Schiffen die Route betrieben. Wirtschaftliche Zwänge führten in den Jahren ab Mitte der 1970er Jahre zu Zusammenschlüssen und Fusionen. Im Jahr 1979 entstand aus dem Zusammenschluss der DSDS mit der BDS die TFDS und Ende der 1980er Jahre fusionierten die Reedereien ODS und die VDS zur OVDS. Diese beiden, nach dem Ausstieg der FFR im Jahr 1996, letzten verbliebenen Reedereien, die TFDS und die OVDS, fusionierten wiederum am 1. März 2006 zur Hurtigruten Group ASA, die bis 2021 alle Schiffe auf der Linie betrieb; ab April 2007 unter dem Namen Hurtigruten ASA und seit 2015 als Hurtigruten AS. Die NDS und die FFR hatten sich schon zuvor vom Liniendienst auf der Route zurückgezogen.
Neben den Schiffen auf der traditionellen Hurtigruten betrieb die Reederei Hurtigruten ASA weitere Linienverbindungen in Norwegen. Dabei handelt es sich vor allem um kleinere Fährverbindungen im Norden des Landes. So fanden sich sowohl das Logo der Reederei als auch der Hurtigruten-Schriftzug auf verschiedenen Fahrzeugen, die mit der traditionellen Postschifflinie nichts zu tun haben.
Das Samferdselsdepartementet gab 2018 bekannt, den Betrieb der Hurtigruten ab 2021 bis 2030 zwischen Hurtigruten AS und der Havila Group aufzuteilen.
Alle bisherigen Reedereien:
- Havila Kystruten AS, Tochtergesellschaft der Havila Group, seit 2021
- Hurtigruten ASA – Umbenennung nach Gesellschaftsbeschluss im März 2007, später zunächst ASE (Aktiengesellschaft), jetzt AS (GmbH)
- Hurtigruten Group ASA – Nach Fusion der TFDS und OVDS am 1. März 2006 bis März 2007
- TFDS – Troms Fylkes Dampskibsselskap A/S (von 1979 bis 1. März 2006), Fusion mit OVDS zur Hurtigruten Group ASA
- OVDS – Ofotens og Vesteraalens Dampskibsselskap A/S (von 1988 bis März 2006), Fusion mit TFDS zur Hurtigruten Group ASA
- ODS – Ofotenske Dampskibsselskap A/S (von 1936 bis 1988, Fusion mit VDS zur OVDS)
- VDS – Vesteraalske Dampskibsselskab (von 1893 bis 1988, Fusion mit ODS zur OVDS)
- BDS – Det Bergenske Dampskibsselskab (1894–1979), die Hurtigrutenschiffe wurden anschließend an die TFDS verkauft
- NFDS – Nordenfjeldske Dampskibsselskab (1895–1989)
- DSDS – Det Stavangerske Dampskibsselskab (1919–1979)
- NDS – Nordlandske Dampskibsselskab (1945–1958)
- FFR – Finnmark Fylkesrederi og Ruteselskap A/S (1988–1996)

## Schiffe

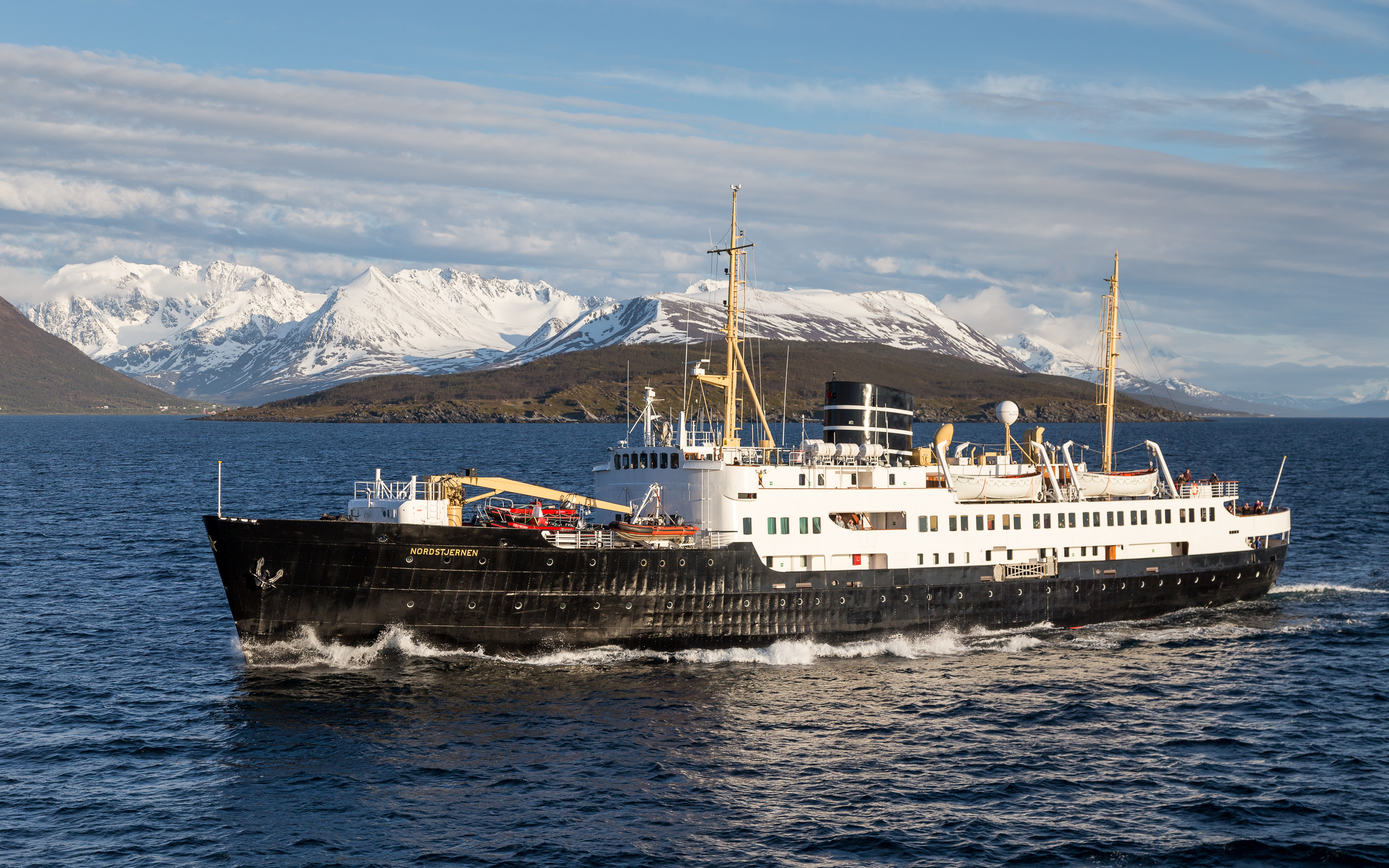
Das ehemalige Hurtigruten-Schiff Nordstjernen mit den Lyngenalpen im Hintergrund

Bis in die 2010er Jahre waren auf der Hurtigrute Schiffe dreier Generationen im Einsatz, die als „Nachkriegsflotte“ (Etterkrigsflåten) oder „traditionelle Generation“, „mittlere Generation“ (Mellomgenerasjonen) und „neue Schiffe“ (De Nye Skipene) oder „neue Generation“ bezeichnet wurden. Da inzwischen mit Ausnahme der 1983 gebauten Vesterålen aus der „mittleren Generation“ nur noch Schiffe der „neuen Generation“ im Liniendienst der Hurtigrute stehen, ist diese Unterteilung nur noch von historischer Bedeutung. Alle drei Schiffsgenerationen verbindet, dass sie sowohl Fracht- als auch Passagierkapazitäten aufweisen und speziell für den Einsatz auf der Hurtigrute konzipiert worden sind. Auch liegen alle Schiffe stets mit der Backbordseite an der Pier, da sich nur an dieser Seite die Frachtluken und Passagierbrücken befinden. Beim An- und Ablegen wird keine Schlepperhilfe benötigt.

### Nachkriegsflotte

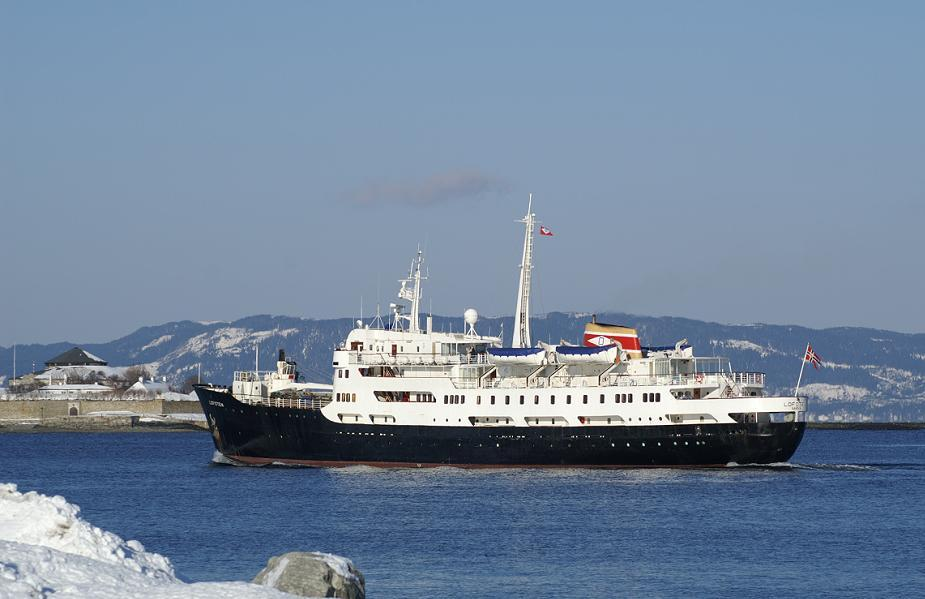
Die Lofoten, das letzte Schiff der traditionellen Generation

Die Schiffe der „Nachkriegsflotte“ oder „traditionellen Generation“ wurden zwischen 1949 und 1964 gebaut. Die Kabinen waren in Bezug auf Geräuschdämmung, Komfort und Ausstattung nicht vergleichbar mit den Schiffen der neuen Generation. Auch das Be- und Entladen von Fracht mittels Bordkran war zeitaufwendig und umständlich. Das letzte Schiff dieser Generation, die Lofoten von 1964, war bis zu ihrer Außerdienststellung 2020 vor allem bei Touristen sehr beliebt, weil sie wie kaum ein anderes Schiff in Europa den nostalgischen Charakter der alten Postschiffe widerspiegelte. Sie wurde Ende 2020 verkauft und dient inzwischen als Schulschiff. Bis März 2012 war auch noch die Nordstjernen von 1956 im Liniendienst im Einsatz. Sie wurde modernisiert und führte bis 2024 Expeditionskreuzfahrten nach Spitzbergen durch. Als Schiff mit der bisher längsten Einsatzdauer im Hurtigruten-Dienst wurde die Nordstjernen unter Denkmalschutz gestellt und 2013 renoviert. Es sind auch weitere Schiffe dieser Generation erhalten geblieben, so die ebenfalls denkmalgeschützte Finnmarken aus dem Jahr 1956, die im Hurtigrutenmuseum in Stokmarknes besichtigt werden kann.

### Aktuelle Schiffe

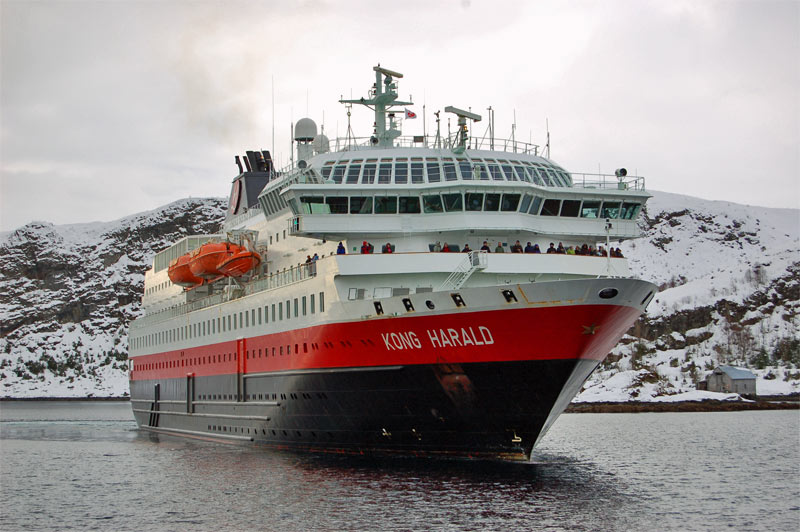
Die Kong Harald, das erste Schiff der „neuen Generation“

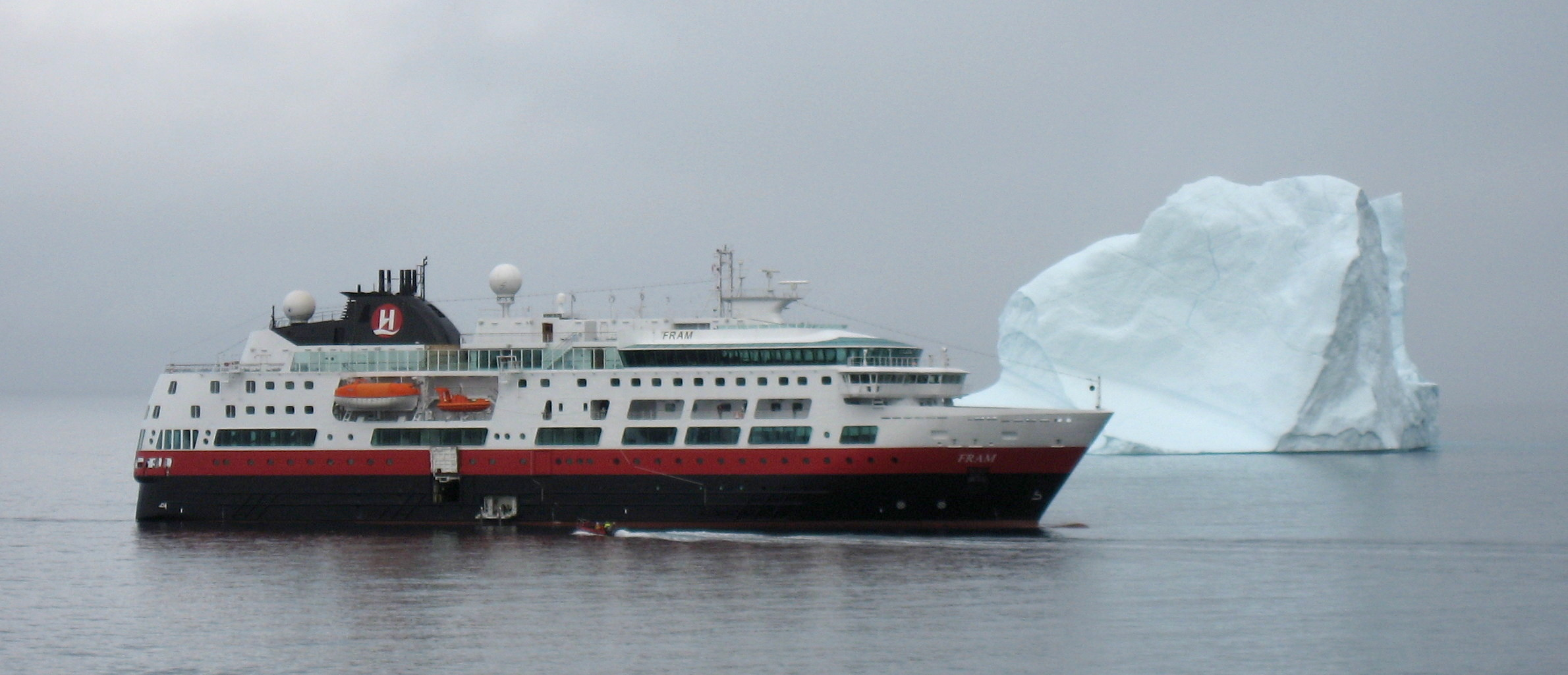
Die 2007 in Dienst gestellte Fram

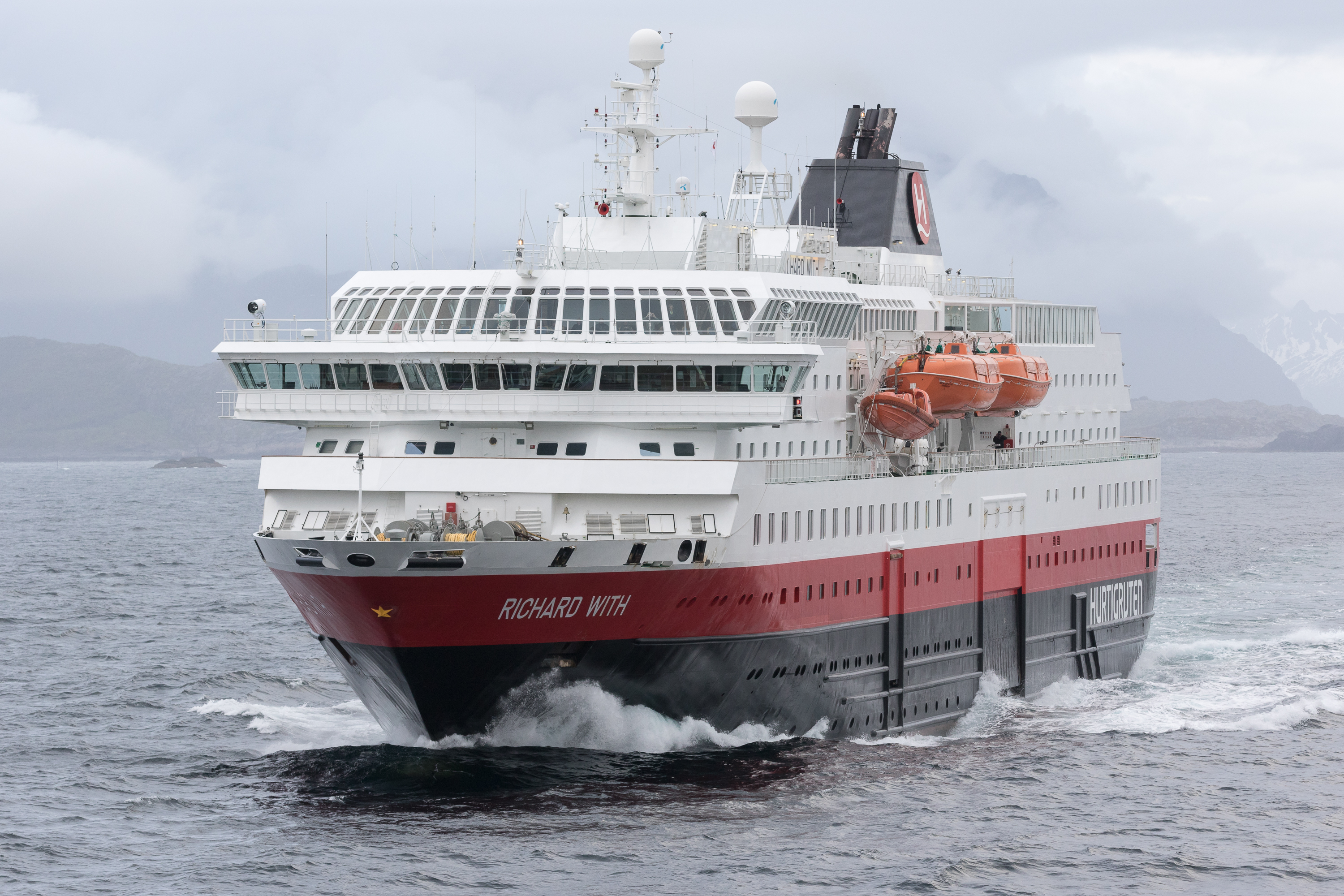
Die Richard With (1993), benannt nach dem Gründer der Hurtigruten auf Fahrt zwischen Svolvær und Kabelvåg (2015)

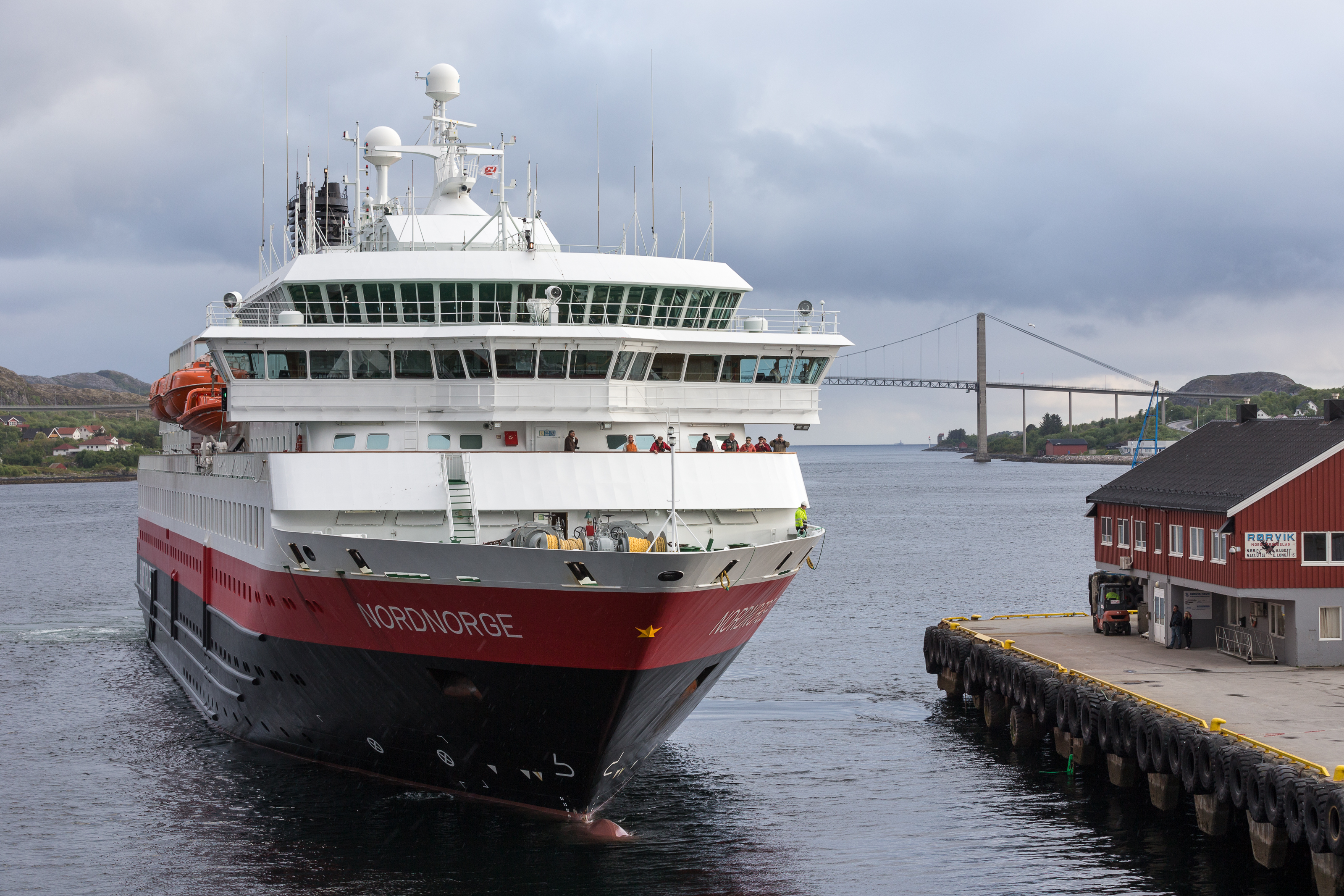
Die Nordnorge legt in Rørvik an

Die Flotte der Hurtigruten besteht (Stand 2025) aus Schiffen der Reedereien Hurtigruten AS und Havila Kystruten. Sie setzt sich zusammen aus dem einen verbliebenen Schiff der „mittleren Generation“, der Vesterålen von 1983, sowie aus den neueren Schiffen der Hurtigruten AS und Havila Kystruten.
Der Lebenslauf der heute als mittlere Generation bezeichneten Schiffe spiegelt den entscheidenden Wendepunkt in der Flottenpolitik der Hurtigruten-Reedereien in den 1980er Jahren wider. Erstmals waren für den Frachttransport Stellplätze für Container am Heck der Schiffe vorgesehen. Dieses Konzept bewährte sich jedoch nicht, da sich die Erwartungen an den geplanten Container-Transport bei weitem nicht erfüllten, während die Kabinenkapazitäten nicht ausreichten.

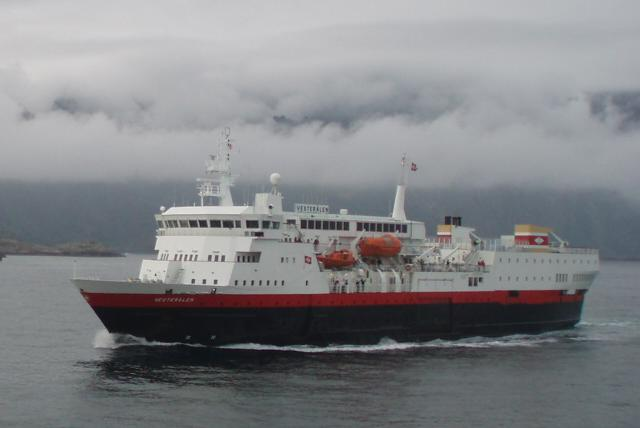
Vesterålen, das letzte verbliebene Schiff der „mittleren Generation“

So wurde im Jahr 1988 ein Umbau der drei Schwesterschiffe dieser Generation beschlossen. Bei diesem Umbau erhielten sie anstelle der Containerstellplätze am Heck einen neuen Kabinenaufbau. Damit und mit dem zusätzlich mittschiffs aufgesetzten Panoramasalon konnten sowohl die Kabinenplätze nahezu verdoppelt als auch der Komfort für die Passagiere erheblich verbessert werden. Die mit diesem neuen Konzept gesammelten guten Erfahrungen flossen in die Konzeption der folgenden Schiffsgeneration(en) maßgeblich ein. Mit dem Umbau dieser Schiffsgeneration begann die Umstrukturierung der gesamten Flottenpolitik der Hurtigruten vom reinen Transportschiff für Distanzpassagiere hin zum komfortorientierten Kreuzfahrtschiff. Nach dem Verkauf der Lyngen und der Narvik 2007 kommt aus dieser Generation lediglich noch die Vesterålen zum Einsatz.
Schon bei der Konzeption der ersten Einheiten der neuen Generation der Hurtigrutenschiffe setzten die Reedereien in Bezug auf Ausstattung und Komfort auf einen Schiffstyp, der mit einem kleinen Kreuzfahrtschiff vergleichbar ist. Erstmals wurden Suiten, Wellnessbereiche und Swimmingpools auf den Schiffen eingerichtet. Somit war es auch möglich, diese Schiffe – vor allem im passagierschwachen Winterhalbjahr – als so genannte Expeditionsschiffe außerhalb der Hurtigruten einzusetzen und so neue Geschäftsfelder zu erschließen. Die Schiffe dieser Generation variieren trotz ihres gleichen Grundkonzeptes teilweise stark in Größe, Design und Ausstattung, so dass man sie nicht als Schwesterschiffe einstufen kann. Prägende Gemeinsamkeit aller Schiffe dieser Generation ist jedoch der auffällig über der Brücke auf Deck 7 oder 8 platzierte Panoramasalon, der den Fahrgästen auch bei schlechter Witterung einen guten Ausblick bietet.
| Name            | Baujahr | Vermessung | Länge    | Breite  | Passagiere | Bauwerft                    | Status/Verbleib |
| --------------- | ------- | ---------- | -------- | ------- | ---------- | --------------------------- | --- |
| Kong Harald II  | 1993    | 11.204 BRZ | 121,8 m  | 19,2 m  | 691        | Volkswerft Stralsund GmbH   | in Dienst auf der Hurtigruten                                                                                             |
| Midnatsol IV    | 2003    | 16.151 BRZ | 135,75 m | 21,50 m | 1000       | Fosen Yards                 | in Dienst als Expeditionsschiff, 2021–24 ex Maud, Umbau zum Expeditionsschiff                                             |
| Nordkapp        | 1995    | 11.386 BRZ | 123,3 m  | 19,5 m  | 691        | Kleven Verft A/S            | in Dienst auf der Hurtigruten                                                                                             |
| Nordlys II      | 1994    | 11.204 BRZ | 121,8 m  | 19,2 m  | 691        | Volkswerft Stralsund GmbH   | in Dienst auf der Hurtigruten                                                                                             |
| Nordnorge IV    | 1997    | 11.384 BRZ | 123,3 m  | 19,5 m  | 691        | Kleven Verft A/S            | in Dienst auf der Hurtigruten                                                                                             |
| Finnmarken III  | 2002    | 15.539 BRZ | 138,5 m  | 21,5 m  | 1000       | Kleven Verft A/S            | in Dienst als Schiff der Signature-Linie zwischen Hamburg und dem Nordkapp, Name zwischen 2021 und 2025 Otto Sverdrup     |
| Polarlys III    | 1996    | 11.341 BRZ | 123,0 m  | 19,2 m  | 737        | Ulstein Verft AS            | in Dienst auf der Hurtigruten                                                                                             |
| Richard With II | 1993    | 11.205 BRZ | 121,8 m  | 19,2 m  | 691        | Volkswerft Stralsund GmbH   | in Dienst auf der Hurtigruten                                                                                             |
| Trollfjord      | 2002    | 16.140 BRZ | 135,75 m | 21,50 m | 822        | Fosen Yards                 | In Dienst als Schiff der Signature-Linie. Im Sommer zwischen Bergen und Spitzbergen, im Winter zwischen Oslo und Nordkapp |
| Vesterålen III  | 1983    | 6.291 BRZ  | 108,6 m  | 16,5 m  | 510        | Kaarbø's Mekaniske Verkstad | in Dienst |

Die nach Entscheid des Samferdselsdepartementet ab 2021 bis 2030 am Betrieb der Hurtigruten beteiligte Reederei Havila Kystruten AS ließ vier neue Schiffe des Typs Havyard 923 bauen. Im Juni 2018 schloss die Reederei einen Vorvertrag mit Hijos de J. Barreras in Vigo über den Bau von zwei Schiffen. Sie sollen etwa 200 Millionen Euro je Schiff kosten, eine Kapazität für 700 Passagiere aufweisen und mit Flüssigerdgas betrieben werden. Zwei weitere Schiffe wurden bei Tersan Shipyard bestellt.
2019 wurde der Bau der Schiffe bei J. Barreras gestoppt. Die Schiffe wurden später ebenfalls bei Tersan Shipyard fertiggestellt.
| Name           | Baujahr | Vermessung | Länge | Breite | Passagiere | Bauwerft                                                    | Status/Verbleib |
| -------------- | ------- | ---------- | ----- | ------ | ---------- | ----------------------------------------------------------- | --------------- |
| Havila Capella | 2021    | 15.519 BRZ | 122,7 | 22,26  | 640        | Tersan Shipyard, Türkei                                     | in Fahrt        |
| Havila Castor  | 2022    | 15.519 BRZ | 122,7 | 22,26  | 640        | Tersan Shipyard, Türkei                                     | in Fahrt        |
| Havila Polaris | 2023    | 15.519 BRZ | 122,7 | 22,26  | 640        | Hijos de J. Barreras, Vigo, Spanien Tersan Shipyard, Türkei | in Fahrt        |
| Havila Pollux  | 2023    | 15.519 BRZ | 122,7 | 22,26  | 640        | Hijos de J. Barreras, Vigo, Spanien Tersan Shipyard, Türkei | in Fahrt        |

### Ausgemusterte Schiffe
Seit dem Beginn der Schifffahrt auf der Hurtigruten war eine Vielzahl von Schiffen im Einsatz, die im Lauf der Jahre verkauft wurden, durch Unfälle oder Kriegshandlungen verloren gingen beziehungsweise ausgemustert wurden.

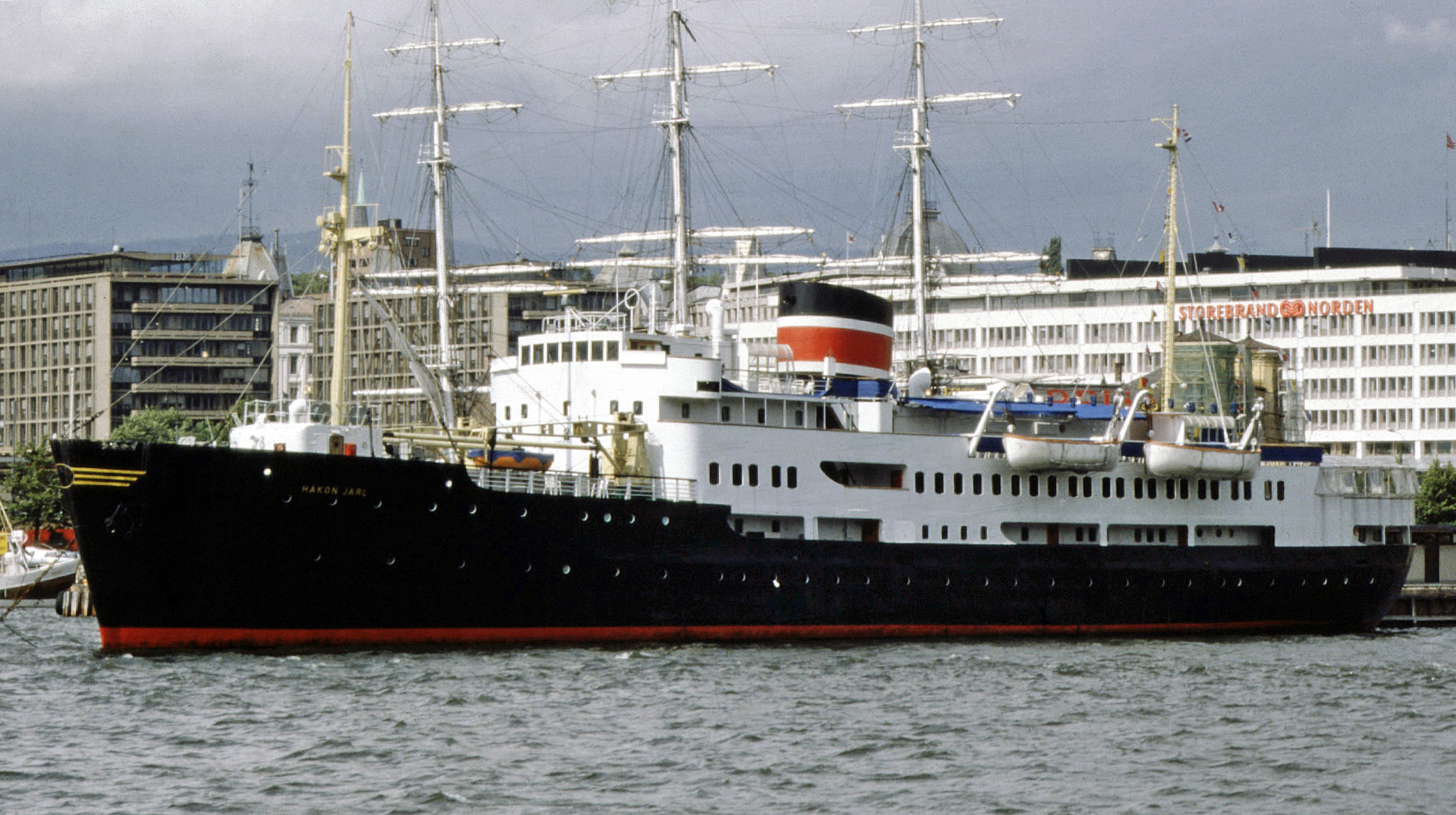
Die 1952 erbaute Haakon Jarl in Oslo

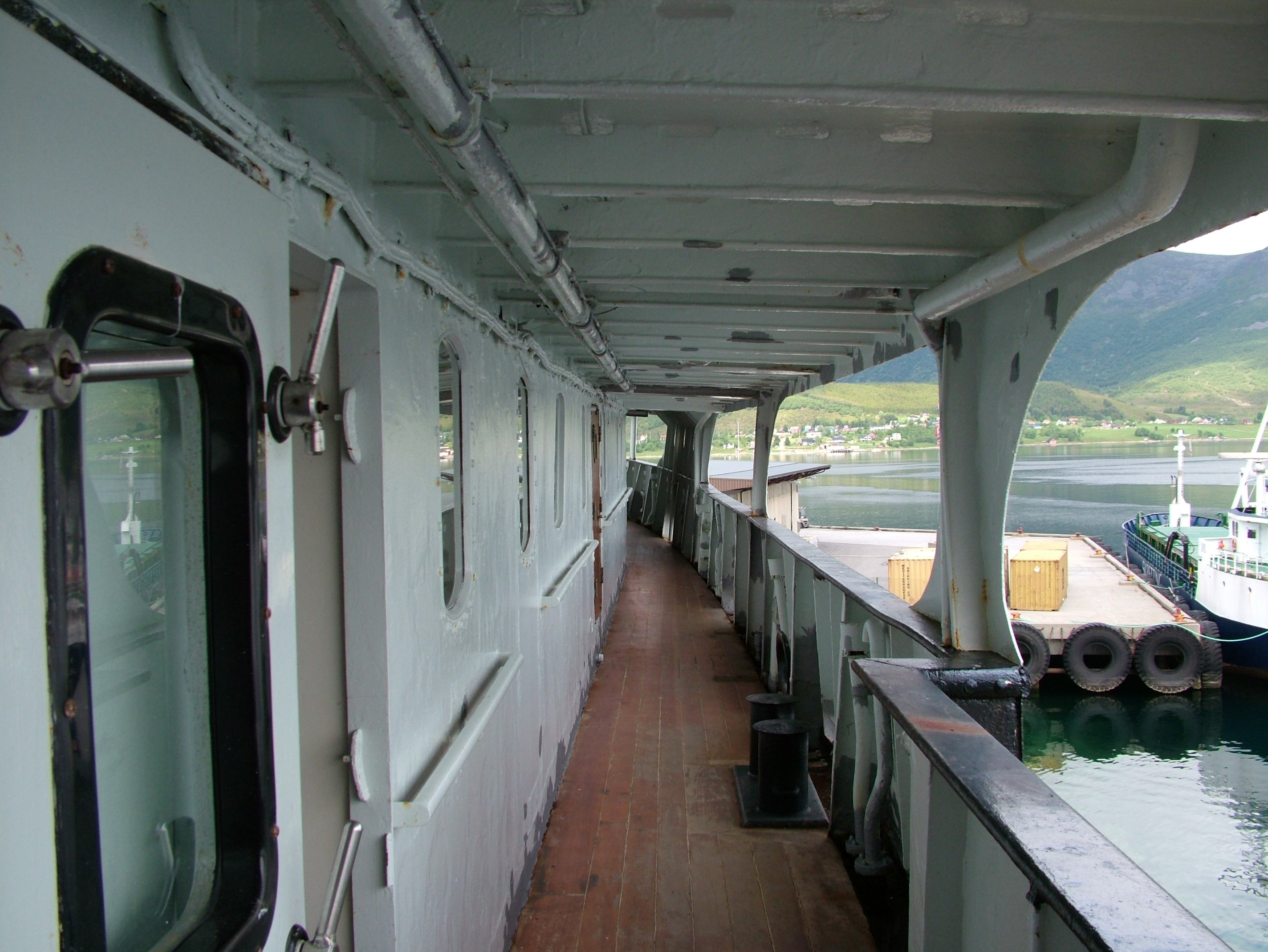
An Bord der Finnmarken (1956)

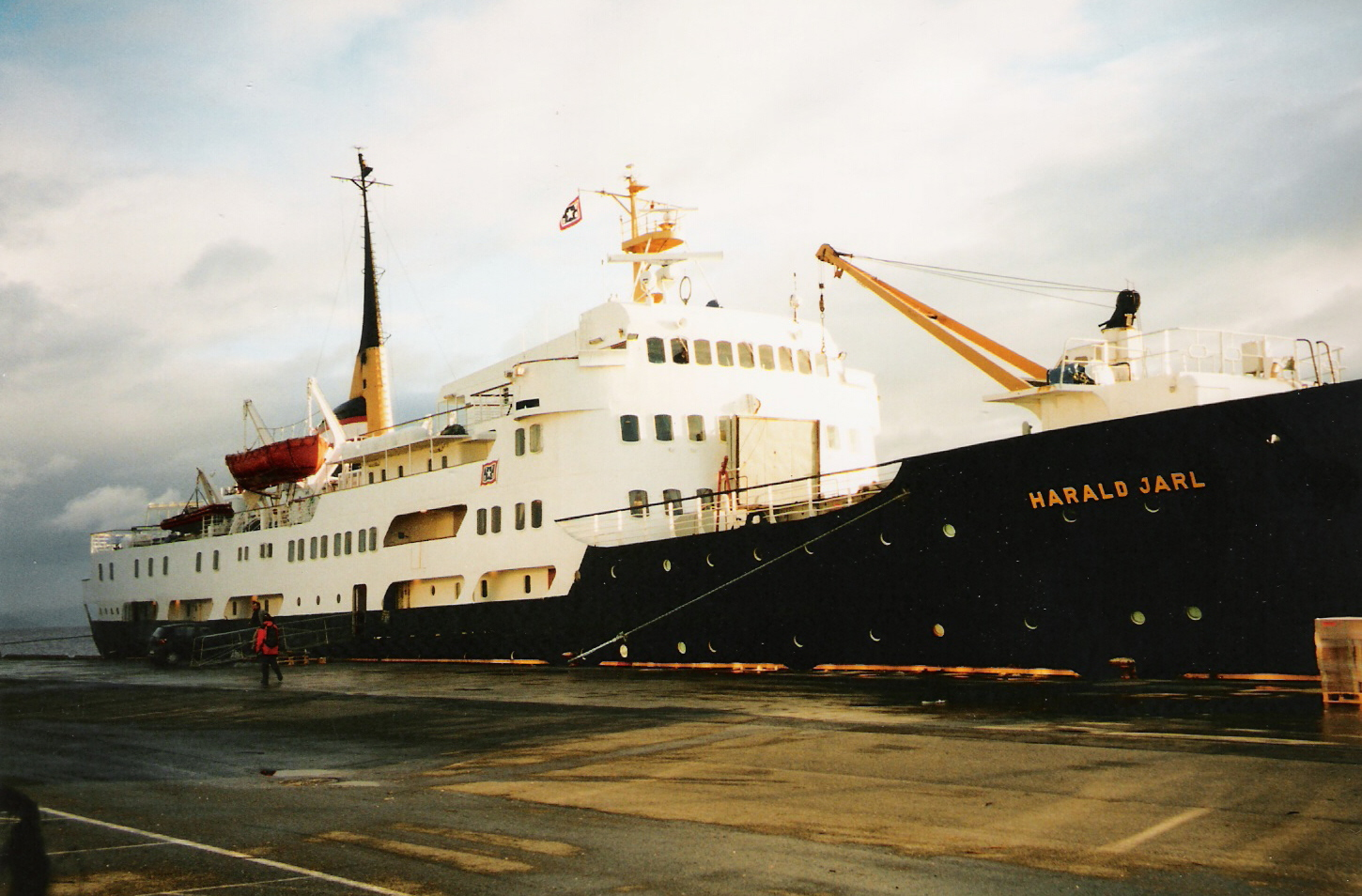
Die ehemalige Harald Jarl im Hafen von Trondheim

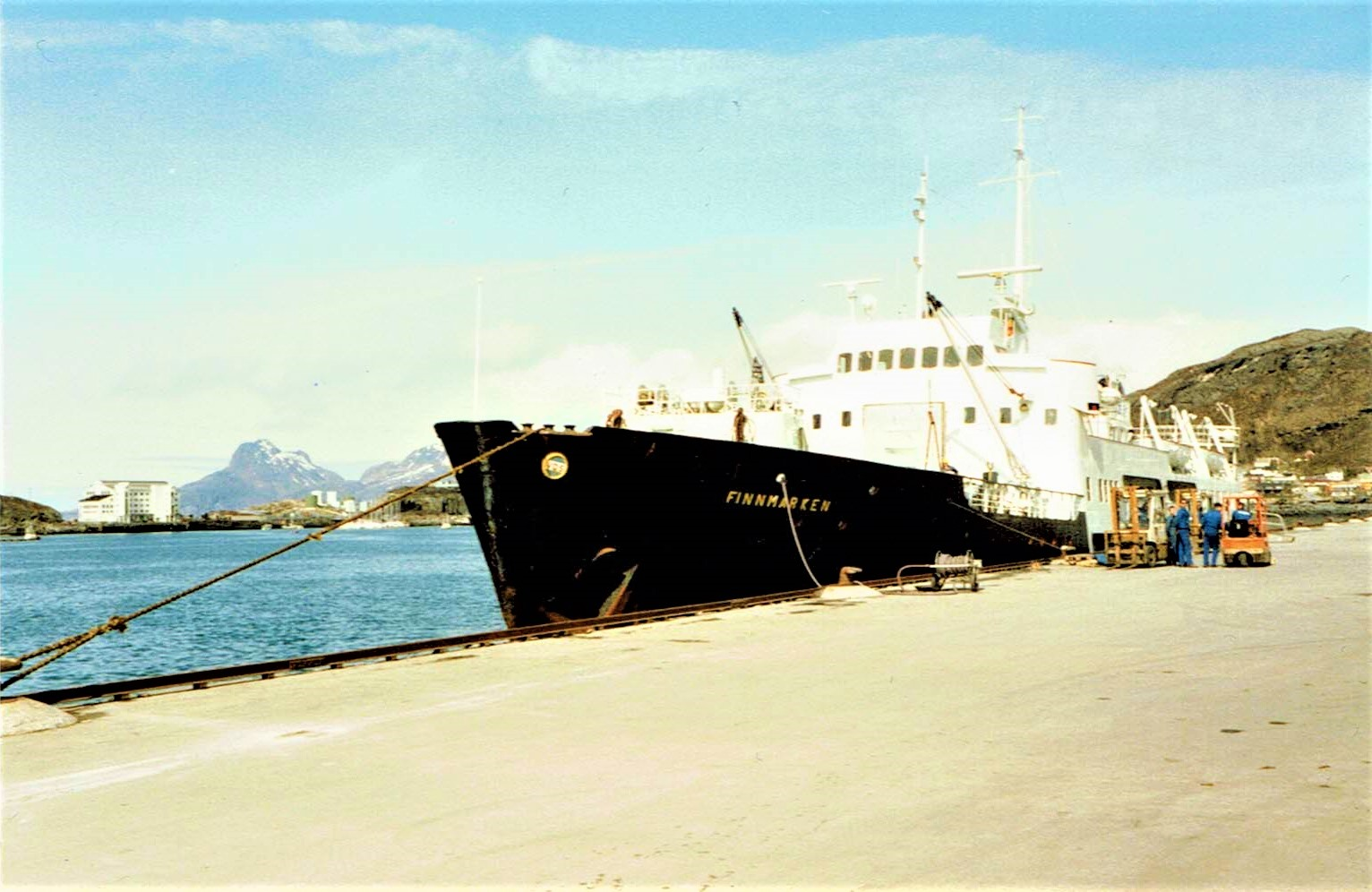
Die Finnmarken II 1982 in Tromsø

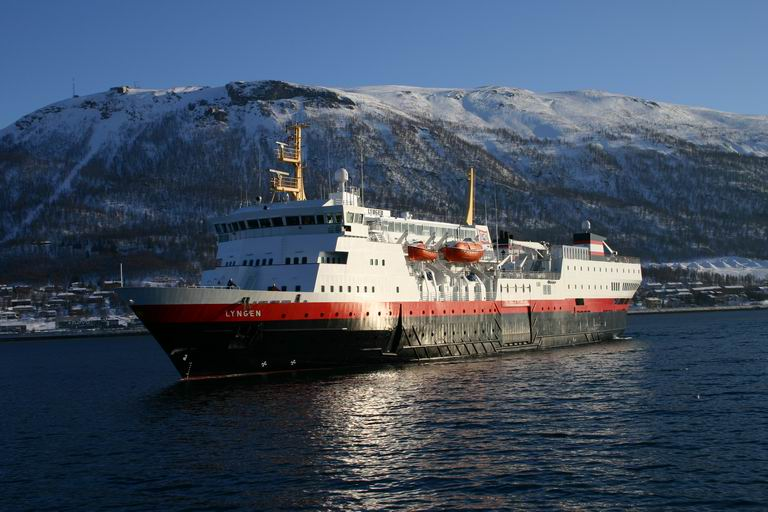
Die Lyngen

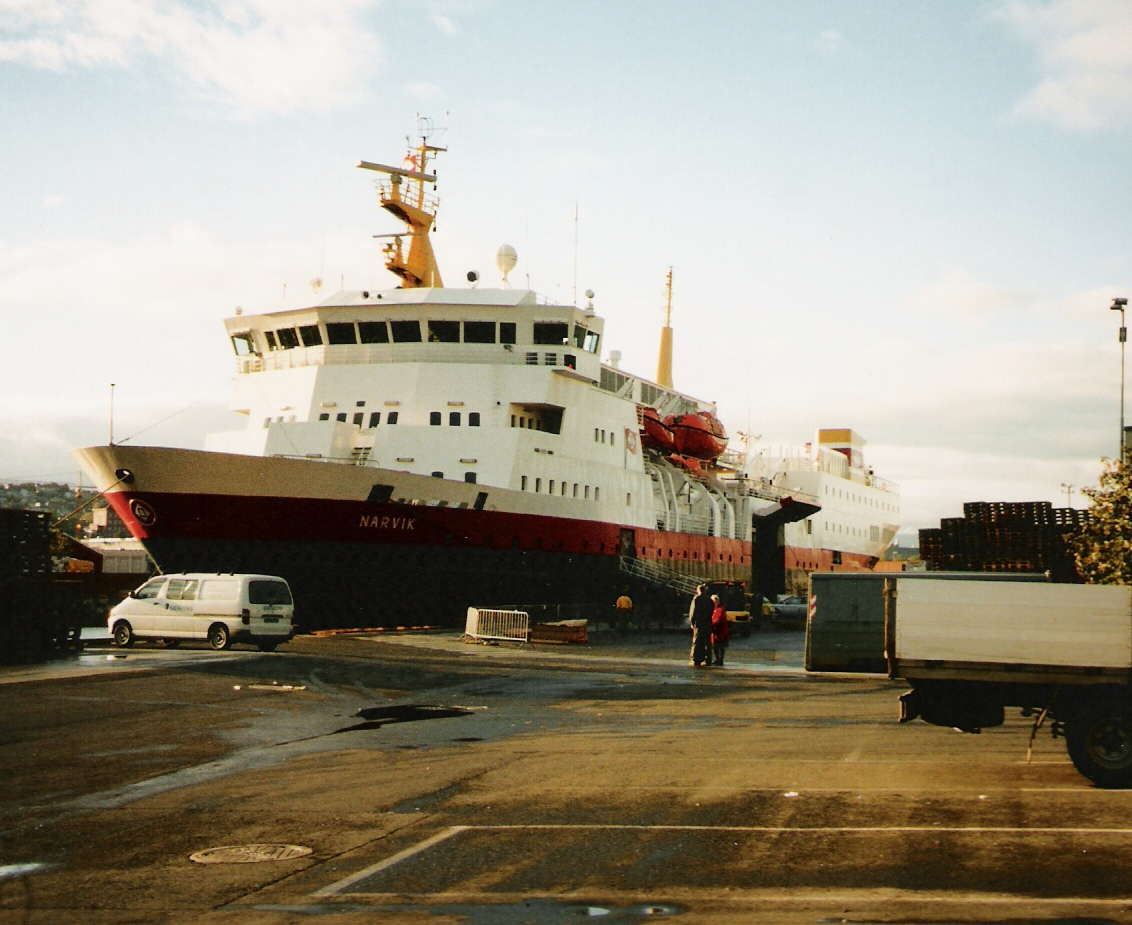
Die Narvik in Trondheim

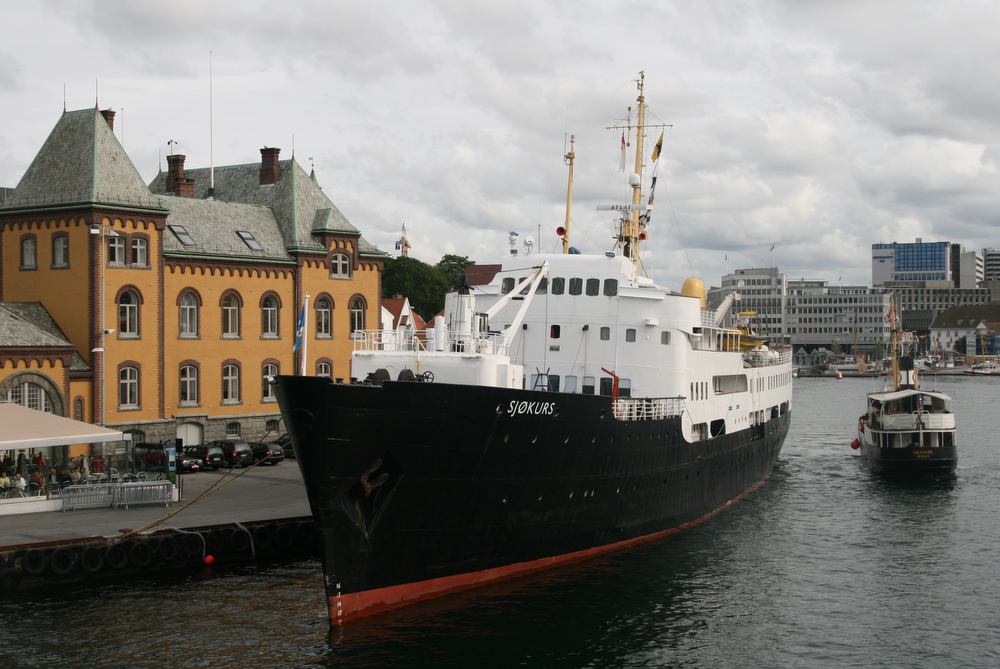
Die Ragnvald Jarl in der Zeit als Sjøkurs

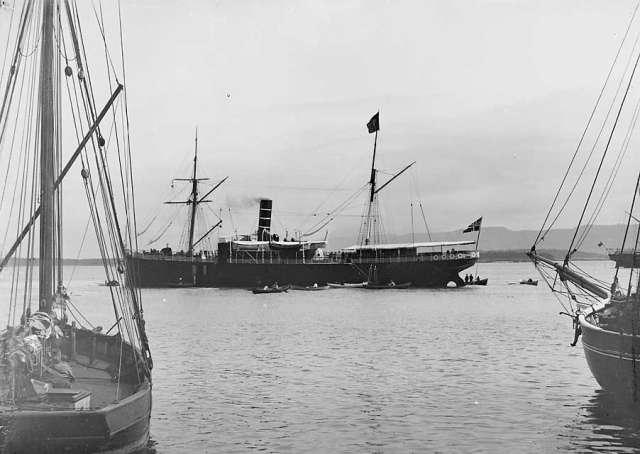
Der Dampfer Sirius, das zweite Hurtigrutenschiff

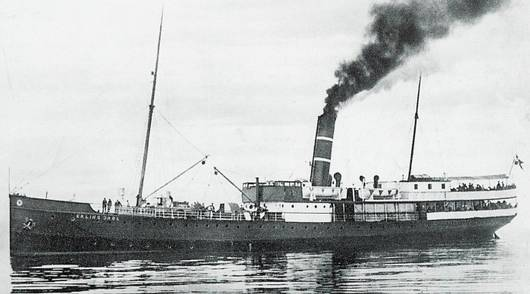
Die Erling Jarl

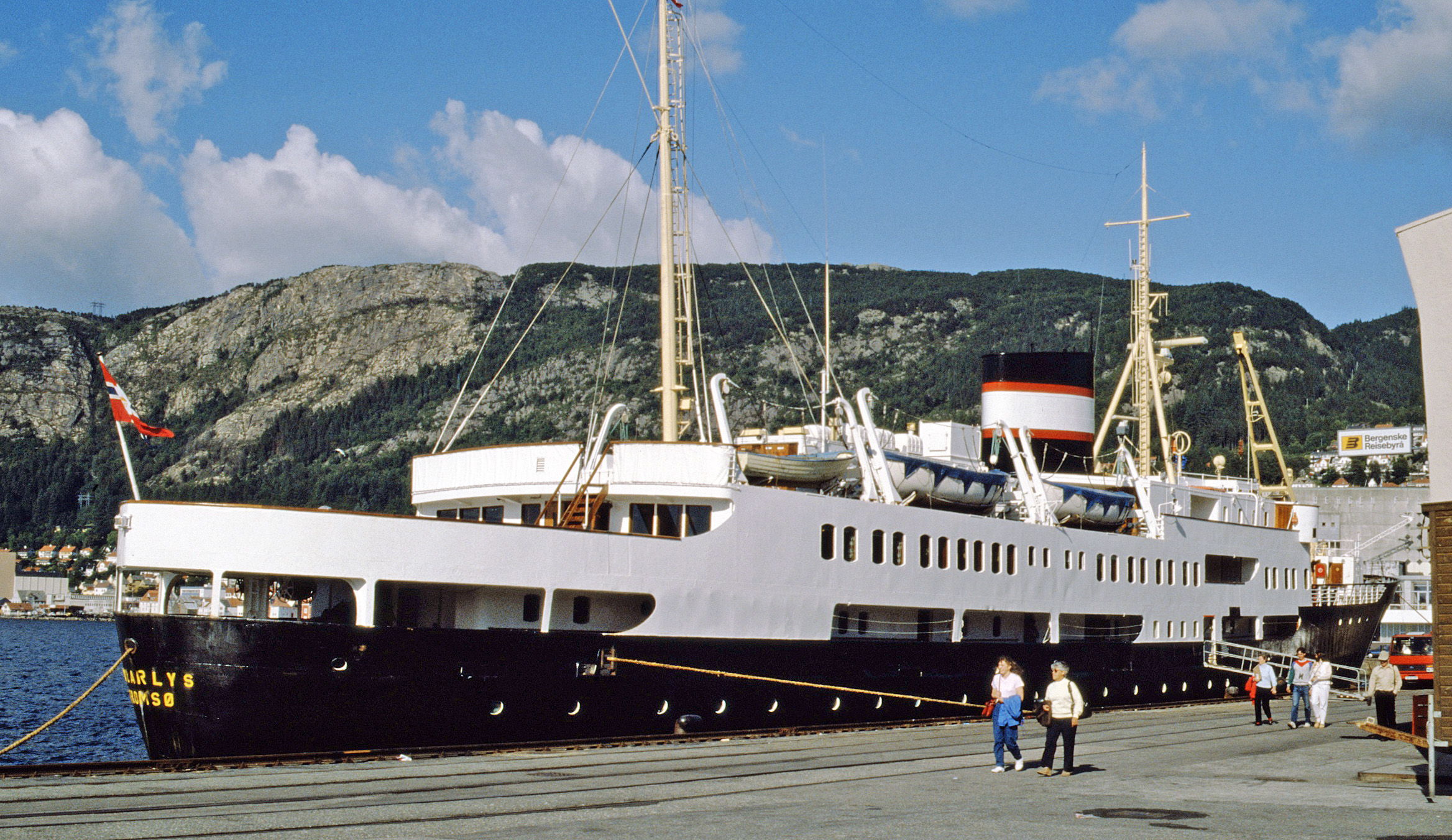
Die Polarlys 1985 in Bergen

| Schiffstyp | Name                       | Werft                                               | Baujahr | Einsatzzeit | Reederei   |
| ---------- | -------------------------- | --------------------------------------------------- | ------- | ----------- | ---------- |
| MS         | Alta                       | Trosvik Mekaniske Verksted, Brevik                  | 1950    | 1950–1967   | NFDS       |
| DS         | Ariadne                    | Nylands mekaniske verksted, Oslo                    | 1930    | 1939–1941   | DFDS       |
| DS         | Astreæa                    | Akers mekaniske verksted, Christiana                | 1900    | 1900–1910   | DFDS       |
| DS         | Barøy I                    | Trondhjems Mekaniske Verksted, Trondheim            | 1929    | 1929–1941   | VDS        |
| MS         | Barøy II                   | Trondhjems Mekaniske Verksted, Trondheim            | 1952    | 1953–1964   | ODS        |
| DS         | Capella                    | Martens, Olsen & Co., Laksevåg                      | 1885    | 1898–1940   | NFDS       |
| DS         | Christiania                | Helsingør Jernskibs & Maskinbyggeri, Helsingør      | 1895    | 1899–1944   | DSDS       |
| DS         | Dronning Maud              | Fredrikstad Mekaniske Verksted, Fredrikstad         | 1925    | 1925–1940   | NFDS       |
| DS         | Dronningen                 | Fevigs Jernskibsbyggeri, Grimstad                   | 1894    | 1945–1946   | VDS        |
| DS         | Erling Jarl I              | Trondhjems Mekaniske Verksted, Trondheim            | 1894    | 1895–1943   | NFDS       |
| MS         | Erling Jarl II             | Cantieri Riuniti dell’Adriatico, Ancona             | 1949    | 1949–1980   | NFDS       |
| DS         | Finnmarken I               | Trondhjems Mekaniske Verksted, Trondheim            | 1912    | 1912–1956   | VDS        |
| MS         | Finnmarken II              | Blohm + Voss, Hamburg                               | 1956    | 1956–1999   | VDS        |
| DS         | Haakon Adalstein           | Charles Mitchell and Company, Newcastle             | 1873    | 1902–1930   | NFDS       |
| DS         | Haakon VII                 | Trondheim Mekaniske Verksted, Trondheim             | 1907    | 1923–1929   | NFDS       |
| DS         | Haakon Jarl I              | Motala Verkstad, Göteborg                           | 1879    | 1914–1924   | NFDS       |
| MS         | Haakon Jarl II             | Aalborg Værft, Aalborg                              | 1952    | 1952–1982   | NFDS       |
| DS         | Hadsel                     | Moss Værft & Dokk, Moss                             | 1940    | 1941–1946   | NFDS       |
| MS         | Harald Jarl                | Trondhjems Mekaniske Verksted, Trondheim            | 1960    | 1960–2001   | NFDS, TFDS |
| DS         | Hera                       | Earle’s Shipbuilding & Engineering, Hull            | 1889    | 1913–1931   | DFDS       |
| DS         | Irma                       | Sir Raylton Dixon and Company, Middlesbrough        | 1905    | 1931–1944   | DFDS       |
| DS         | Jupiter I                  | Caird & Company, Greenock                           | 1856    | 1896–1912   | DFDS       |
| DS         | Jupiter II                 | Lindholmens Varv, Göteborg                          | 1916    | 1953–1955   | DFDS       |
| DS         | Kong Gudrød                | Trondhjems Mekaniske Verksted, Trondheim            | 1910    | 1929–1935   | NFDS       |
| DS         | Kong Haakon                | Schömer & Jensen, Tönning                           | 1904    | 1919–1950   | DSDS       |
| DS         | Kong Halfdan I             | W. Lindberg Warf & Werkstads, Stockholm             | 1874    | 1874–1918   | NFDS       |
| DS         | Kong Halfdan II            | Schiffsbaugesellschaft Unterweser, Bremerhaven-Lehe | 1923    | 1925–1944   | NFDS       |
| DS         | Kong Harald I              | Joh. C. Tecklenborg, Bremerhaven                    | 1890    | 1919–1950   | NFDS       |
| MS         | Kong Olav                  | Bergens Mekaniske Verksted, Bergen                  | 1964    | 1964–1997   | DSDS       |
| DS         | Lofoten I                  | Fredrikstad Mekaniske Verksted, Fredrikstad         | 1932    | 1932–1964   | VDS        |
| MS         | Lofoten II                 | Akers mekaniske verksted, Oslo                      | 1963    | 1964–2020   | VDS        |
| DS         | Lyngen I                   | Trondhjems Mekaniske Verksted, Trondheim            | 1931    | 1934–1966   | VDS        |
| MS         | Lyngen II ex Midnatsol III | Ulstein Hatlø, Ulsteinvik                           | 1982    | 1982–2007   | TFDS       |
| DS         | Lyra I                     | Bergens Mekaniske Verksted, Bergen                  | 1905    | 1905–1912   | DFDS       |
| DS         | Lyra II                    | AG Vulcan Stettin, Stettin                          | 1912    | 1945–1953   | DFDS       |
| MS         | Meteor                     | Aalborg Værft, Aalborg                              | 1955    | 1955–1958   | DFDS       |
| DS         | Midnatsol I                | Bergens Mekaniske Verksted, Bergen                  | 1910    | 1910–1949   | DFDS       |
| MS         | Midnatsol II               | Cantieri Riuniti dell' Adriatico, Ancona            | 1949    | 1949–1982   | DFDS       |
| DS         | Mira                       | A. and J. Inglis, Glasgow                           | 1891    | 1927–1937   | DFDS       |
| DS         | Mosken                     | Trosvik Mekaniske Verksted, Brevik                  | 1924    | 1927–1957   | VDS        |
| MS         | Narvik                     | Trondhjems Mekaniske Verksted, Trondheim            | 1982    | 1982–2007   | ODS        |
| DS         | Neptun                     | Joh. C. Tecklenborg, Bremerhaven                    | 1890    | 1919–1928   | DFDS       |
| MS         | Nordlys I                  | Aalborg Værft, Aalborg                              | 1951    | 1951–1983   | DFDS       |
| DS         | Nordnorge I                | Trondheim Mekaniske Verksted, Trondheim             | 1926    | 1936–1940   | ODS        |
| DS         | Nordnorge II               | Motala Mekaniske Verkstad, Motala                   | 1883    | 1942–1944   | ODS        |
| MS         | Nordnorge III              | Akers mekaniske verksted, Oslo                      | 1964    | 1964–1996   | ODS        |
| DS         | Nordstjernen I             | Fredrikstad Mekaniske Verksted, Fredrikstad         | 1937    | 1937–1954   | DFDS       |
| MS         | Nordstjernen II            | Blohm + Voss, Hamburg                               | 1956    | 1956–2012   | DFDS       |
| DS         | Olav Kyrre                 | Martens, Olsen & Co., Bergen                        | 1885    | 1899–1903   | NFDS       |
| DS         | Orion                      | Robert Steel and Company, Greenock                  | 1874    | 1898–1903   | DFDS       |
| DS         | Oslo                       | Nylands mekaniske verksted, Oslo                    | 1929    | 1948–1959   | VDS        |
| MS         | Ottar Jarl                 | Lake Washington Shipyard, Houghton                  | 1929    | 1947–1955   | NFDS       |
| DS         | Polarlys I                 | Burmeister & Wain, Kopenhagen                       | 1912    | 1912–1951   | DFDS       |
| MS         | Polarlys II                | Aalborg Værft, Aalborg                              | 1952    | 1952–1994   | DFDS       |
| DS         | Prins Olav                 | A. and J. Inglis, Glasgow                           | 1908    | 1937–1940   | NFDS       |
| DS         | Prinsesse Ragnhild I       | Fredrikstad Mekaniske Verksted, Fredrikstad         | 1931    | 1931–1940   | NFDS       |
| DS         | Ragnvald Jarl I            | Burmeister & Wain, Kopenhagen                       | 1930    | 1942–1956   | NFDS       |
| MS         | Ragnvald Jarl II           | Blohm + Voss, Hamburg                               | 1956    | 1956–1995   | NFDS       |
| DS         | Richard With I             | Trondhjems Mekaniske Verksted, Trondheim            | 1909    | 1909–1941   | VDS        |
| DS         | Røst                       | Trondhjems Mekaniske Verksted, Trondheim            | 1898    | 1899–1920   | VDS        |
| DS         | Ryfylke                    | Københavns Flydedok og Skibsvært, Kopenhagen        | 1917    | 1940–1941   | NFDS       |
| DS         | Saltdal                    | Motala Mekaniske Verkstad, Motala                   | 1884    | 1946–1976   | NFDS       |
| MS         | Salten                     | Trosvik Mekaniske Verksted, Brevik                  | 1953    | 1953–1967   | NFDS       |
| DS         | Sanct Svithun I            | Kaiserliche Werft Danzig, Danzig                    | 1927    | 1927–1943   | DSDS       |
| MS         | Sanct Svithun II           | Cantieri Riuniti dell' Adriatico, Ancona            | 1950    | 1950–1962   | DSDS       |
| DS         | Sigurd Jarl I              | Akers mekaniske verksted, Oslo                      | 1894    | 1899–1942   | NFDS       |
| DS         | Sigurd Jarl II             | Fredrikstad Mekaniske Verksted, Fredrikstad         | 1942    | 1942–1960   | NFDS       |
| DS         | Sirius                     | Flensburger Schiffbau-Gesellschaft, Flensburg       | 1885    | 1894–1940   | DFDS       |
| DS         | Skjerstad                  | Schiffswerft von Henry Koch, Lübeck                 | 1925    | 1945–1958   | NFDS       |
| MS         | Sørøy                      | Trosvik Mekaniske Verksted, Brevik                  | 1949    | 1950–1966   | FFR        |
| DS         | Tordenskjold               | Trondheim Mekaniske Verksted, Trondheim             | 1906    | 1946–1950   | NFDS       |
| DS         | Vesterålen I               | Akers mekaniske verksted, Oslo                      | 1891    | 1893–1941   | VDS        |
| MS         | Vesterålen II              | Cantieri Riuniti dell' Adriatico, Ancona            | 1950    | 1950–1983   | VDS        |

### Schiffsnamen

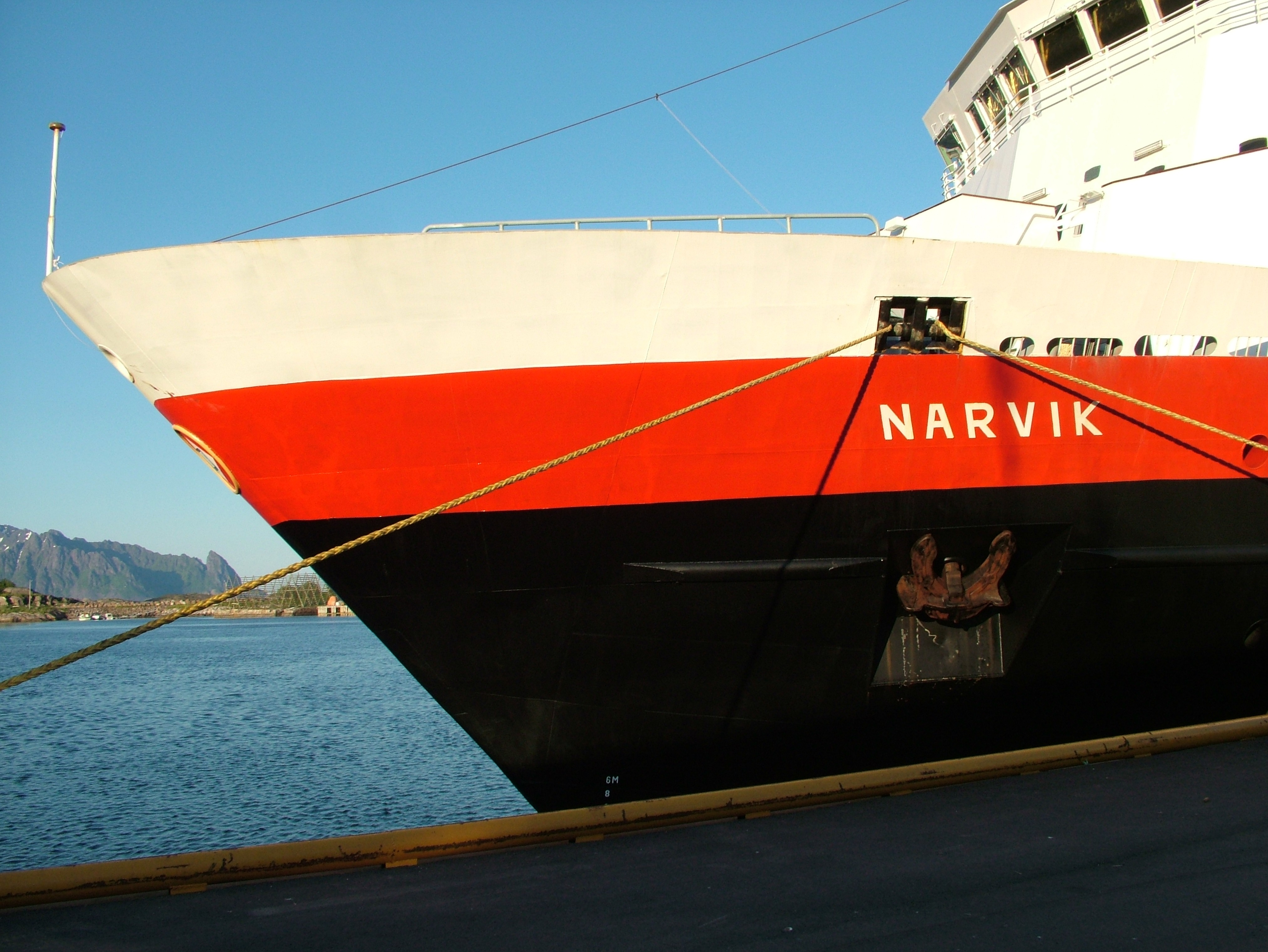
Schriftzug am Bug der ehemaligen Narvik

Bei der Namensgebung der Schiffe verfolgten alle Hurtigrutenreedereien eine weitgehend konservative Linie. Ersetzte ein Neubau eine alte Einheit und schied diese Einheit aus dem Liniendienst aus, so wurde zumeist der Name auf das neue Schiff übertragen. Dadurch gelangten relativ wenig neue Namen in die Flotten. Auch die Namen selbst waren traditionell eng mit der Landschaft Nordnorwegens oder den Reedereien verbunden. Aber auch Namen aus norwegischen Königs- (Kong) und Fürstenhäusern (Jarl) flossen in die Namensgebung ein. Ein Großteil der heute verwendeten Schiffsnamen fand sich schon bei ehemaligen Hurtigrutenschiffen. Den Namen Sanct Svithun hingegen wird, nachdem bereits zwei Schiffe mit diesem Namen bei Schiffsunglücken verloren gingen, kein neues Hurtigrutenschiff mehr tragen.

### Bauwerften
Die Schiffe der Hurtigruten-Reedereien entstanden auf unterschiedlichen Bauwerften. Neben diversen größeren und kleineren norwegischen Werften, wie der Trondheim Mekaniske Verksted, der Kaarbø Verft oder der Fredrikstad Mekaniske Verksted, wurden zahlreiche Einheiten auch auf namhaften ausländischen Werften gebaut. Vor allem in den 1950er Jahren entstanden bei Blohm & Voss in Hamburg sowie auf der italienischen Werft Cantieri Riuniti dell’Adriatico in Ancona zahlreiche Neubauten. Die Aufträge für aktuell eingesetzte Schiffe (De Nye Skipene) gingen sowohl an die Volkswerft Stralsund in Deutschland als auch in Norwegen an die Kværner Kleven Ulstein und Fosen Mekaniske Verksted. Die Fram wurde im Jahr 2007 von der italienischen Werft Fincantieri in Triest, die Schiffe der Reederei Havila Kystruten ab 2021 von der türkischen Werft Tersan Shipyard abgeliefert.

## Seenotfälle und Sicherheit an Bord

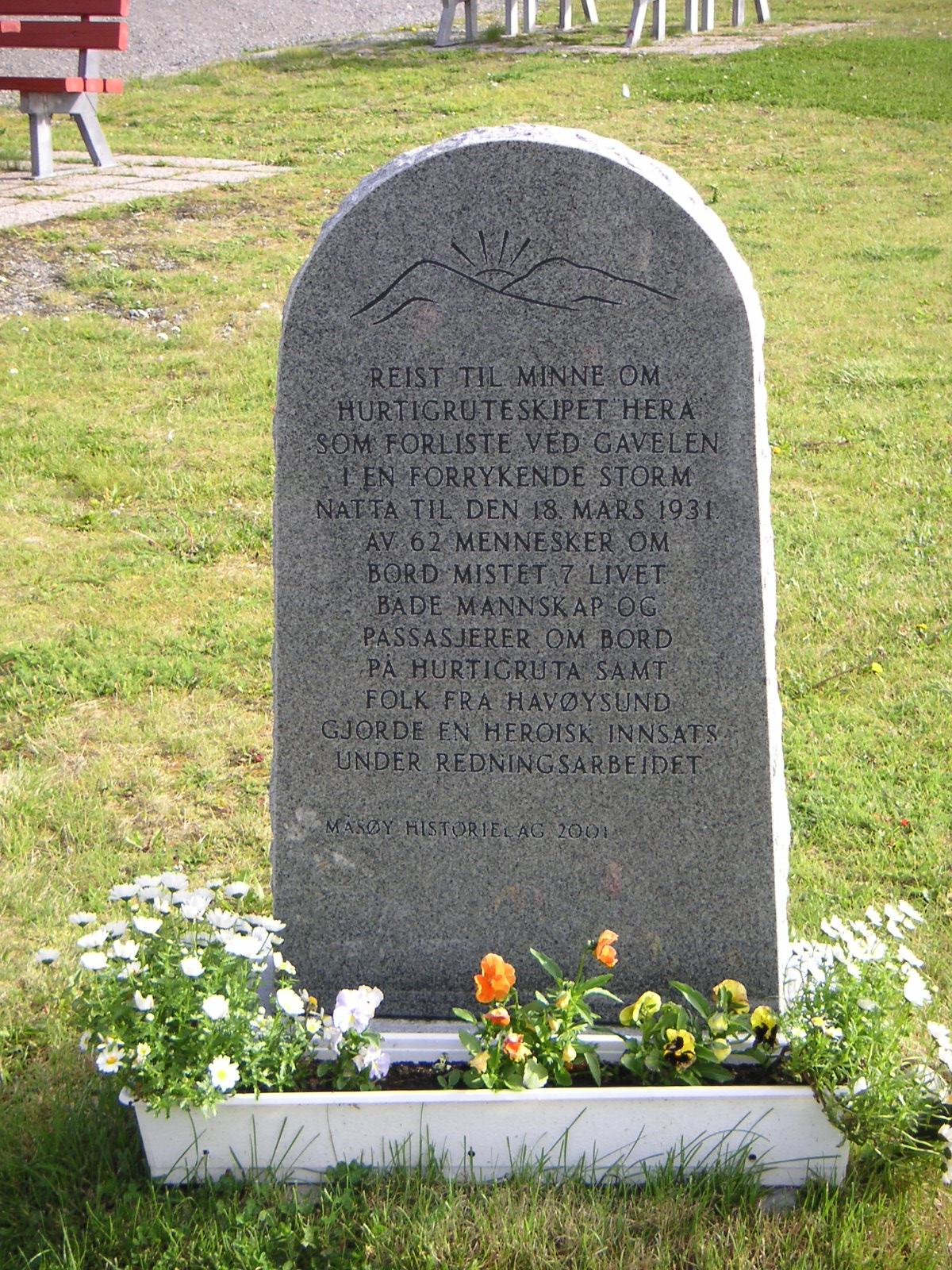
Gedenkstein für die Opfer des Untergangs der Hera am Anleger von Havøysund

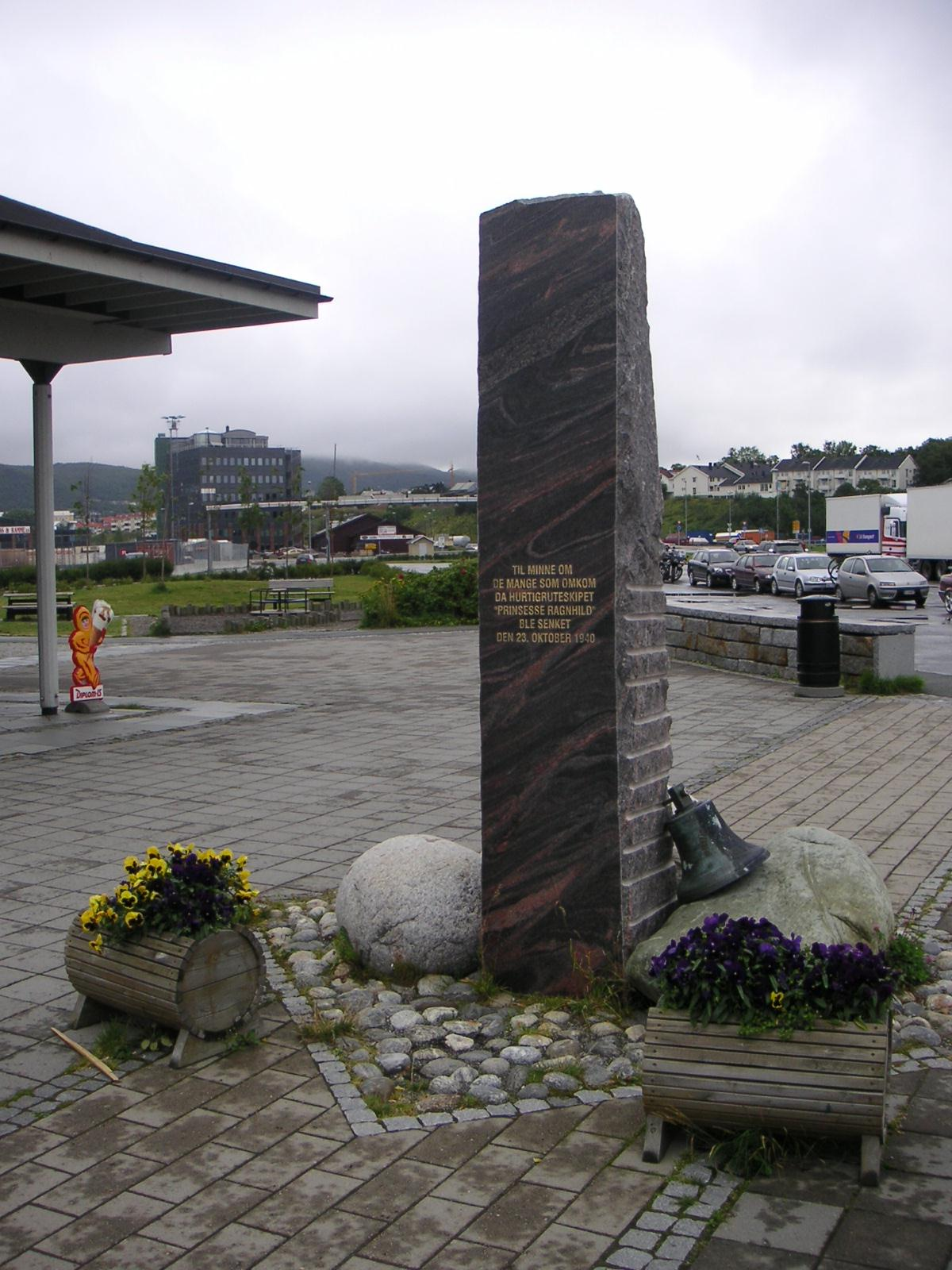
Dieses Denkmal im Hafen von Bodø erinnert an die Opfer des Untergangs der Prinsesse Ragnhild

Wenn von kriegsbedingten Verlusten während des Zweiten Weltkriegs abgesehen wird, haben sich in Bezug auf die pro Jahr zurückgelegte Strecke von über einer Million Seemeilen in zu weiten Teilen schwierigem Fahrwasser verhältnismäßig wenige Unfälle mit Personenschaden ereignet. Während des Zweiten Weltkriegs jedoch verloren die Hurtigruten-Reedereien zehn Schiffe, zwei weitere wurden derart beschädigt, dass sie nicht mehr eingesetzt werden konnten. Nachgewiesen sind über 430 Todesopfer unter Besatzungen und Passagieren, hinzu kommen nach seriösen Schätzungen rund 200 getötete Soldaten, die sich ebenfalls an Bord der Hurtigrutenschiffe befanden.
Nachfolgend findet sich eine Auflistung der größeren Seenotfälle mit Personenschäden seit Bestehen der Route:
- 17. Juni 1924: Die beiden Hurtigrutenschiffe Haakon Jarl und Kong Harald kollidierten im Vestfjord zwischen Bodø und Svolvær. Die Haakon Jarl sank mit dem Verlust von 17 Menschenleben.
- 6. Oktober 1929: Die Haakon VII lief bei Nacht und schlechter Sicht vor Florø auf eine Schäre und sank. 18 der 74 Menschen an Bord ertranken.
- 18. März 1931: Die Hera lief bei Havøysund auf Grund; neun Menschen starben, 64 konnten gerettet werden.
- 1. Mai 1940: Die Dronning Maud wurde beim Anlegen in Foldvik von drei deutschen Bombern attackiert und versenkt. 18 Menschen starben.
- 8. Juni 1940: Bei einem deutschen Fliegerangriff auf die Schiffe Prins Olav und Ariadne starben neun Menschen.
- 23. Oktober 1940: Gegen Mittag sank nach einer Explosion die Prinsesse Ragnhild vor Landegode; sie war vermutlich auf eine Seemine gelaufen. Von den 455 Menschen an Bord konnten nur 156 gerettet werden. Noch heute erinnert ein Denkmal im Hafen von Bodø an dieses größte Unglück in der Geschichte der Hurtigruten.
- 13. September 1941: Gegen 2.00 Uhr in der Nacht sank die Barøy zwischen Skutvik und Tranøy aufgrund eines britischen Torpedotreffers. Von 131 Menschen an Bord konnten nur 19 gerettet werden.
- 13. September 1941: Am selben Tag wurde die Richard With bei Hammerfest von Torpedos des britischen U-Boots Tigris getroffen und sank; es kamen 99 Menschen ums Leben.
- 17. Oktober 1941: Die Vesterålen sank nach einem Torpedotreffer bei Hasvik; 26 Besatzungsmitglieder und 71 Passagiere wurden getötet.
- 30. September 1943: Die Sanct Svithun sank gegen 19.00 Uhr zwischen Ålesund und Havda nach einem Angriff britischer Bomber. 47 Passagiere und Besatzungsmitglieder starben, 76 konnten gerettet werden.
- 13. Februar 1944: Auf der Irma kamen in der Bucht von Hustadvika 61 Passagiere und Besatzungsmitglieder ums Leben, als ihr Schiff um 18.37 Uhr von zwei Torpedos getroffen wurde.[31] Besonders tragisch war dieses Unglück, da die Torpedos von einem Motortorpedoboot der norwegischen Marine abgefeuert wurden.
- 24. März 1944: Gegen 9.00 Uhr sank die Nordnorge durch zwei britische Torpedotreffer vor Honningsvåg. Nur zwei der 13 Besatzungsmitglieder überlebten. Fahrgäste waren nicht an Bord.
- 22. September 1954: Gegen 2.00 Uhr nachts lief die Nordstjernen im Raftsund auf Grund und sank. Fünf der über 220 Personen an Bord starben.
- 8. Januar 1958: Während das Schiff am Kai von Bodø lag, brach an Bord der Erling Jarl im Kabinenbereich ein verheerender Brand aus, der 14 Todesopfer forderte.[32]
- 21. Oktober 1962: Wie schon die erste Sanct Svithun sank auch die zweite Sanct Svithun. Sie lief vor Rørvik auf einen Felsen; 48 Menschen konnten gerettet werden, 42 starben.[33] Nach diesem Unglück wurde kein Schiff der Hurtigruten mehr auf diesen Namen getauft.
- Am 15. September 2011 kam es bei der nordgehenden Nordlys kurz vor Ålesund zu einem Brand im Maschinenraum. Dabei wurden zwei Besatzungsmitglieder getötet und 16 Menschen verletzt. Der Brand konnte im Hafen von Ålesund gelöscht werden, allerdings bekam das Schiff Schlagseite und drohte zu sinken.[34][35]

Der Untergang der Sanct Svithun war der bisher letzte Totalverlust eines Hurtigrutenschiffes. Diese Bilanz ist weitgehend auf verbesserte Navigationsmittel, gut geschultes Personal und den hohen technischen Standard der Schiffe zurückzuführen. Die Besatzung jedes Hurtigruten-Schiffes führt alle elf Tage während der Liegezeit im Hafen von Honningsvåg eine mehrstündige Seenotübung durch. Dabei werden regelmäßig unterschiedliche Unglücksszenarien trainiert.